# Société du Caveau

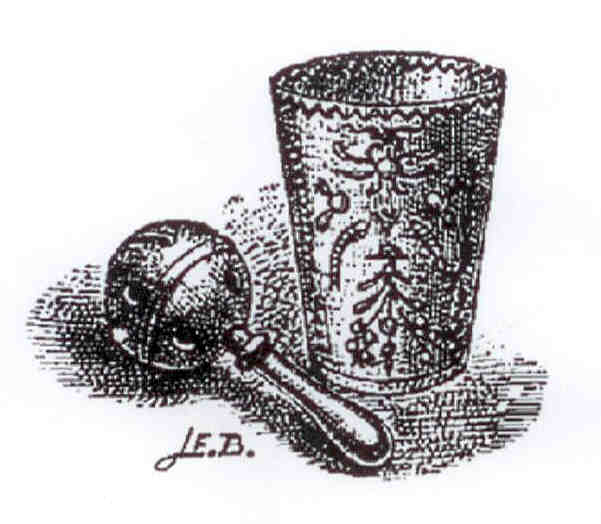
Le grelot de Collé et le verre de Panard, reliques emblématiques de la Société du Caveau.

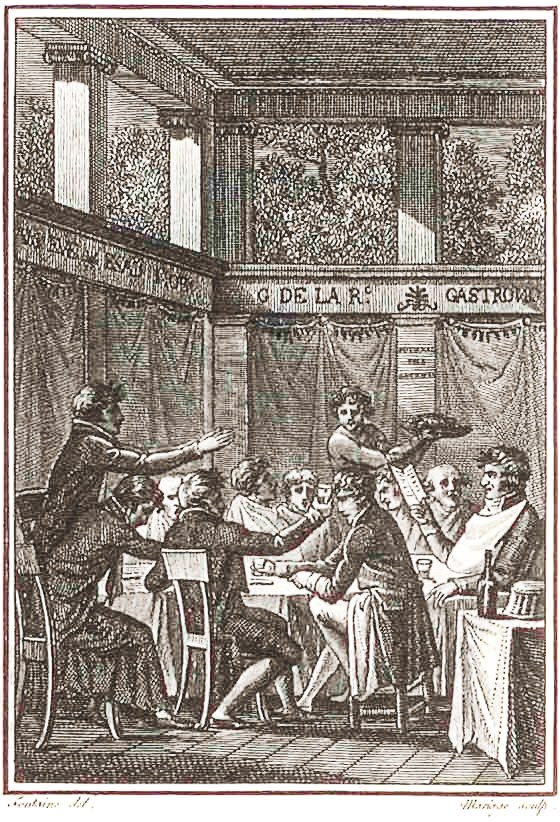
Le Caveau moderne en 1807.

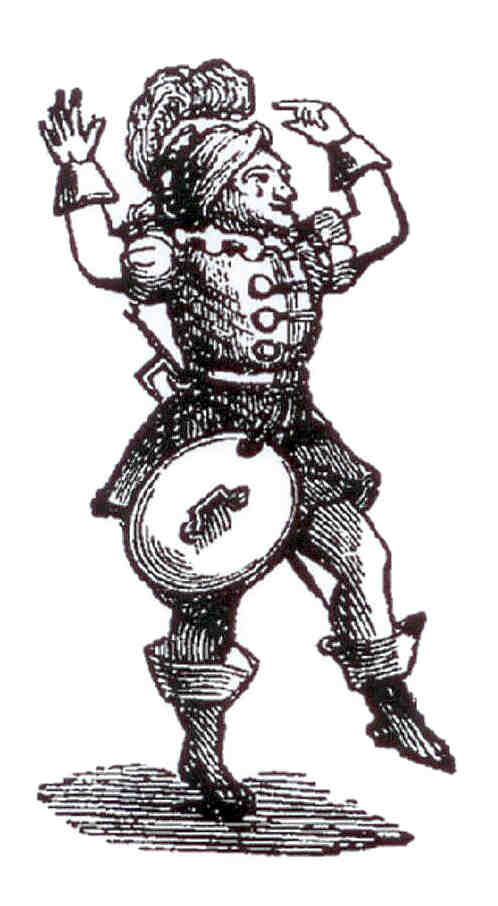
Illustration pour le recueil Le Caveau 1856.

La société du Caveau, appelée en abrégé le Caveau, est le nom sous lequel a été connue une célèbre société bachique, chantante et littéraire parisienne créée en 1729 à Paris par Pierre Gallet et qui se réunissait deux fois par mois dans la salle basse d'un cabaret rue de Buci. Elle a compté des personnalités comme Piron et le Comte de Caylus.
Elle disparaît en 1739, mais son nom est repris par plusieurs autres sociétés différentes, jusqu'en 1939. La troisième porte le nom de Caveau moderne. La quatrième porte, à ses débuts, le nom des Enfants du Caveau, pour s'appeler ensuite simplement Caveau. Il existe toujours à Paris le Caveau de la République, célèbre cabaret, fondé en 1901.
On rattache aux Caveaux cinq sociétés qui ne portent pas ce nom : les dîners du Vaudeville, la Société épicurienne, les Soirées de Momus, les Soupers de Momus et le Réveil du Caveau.
Ces sociétés furent exclusivement masculines, même si ce principe ne figurait pas dans les règlements écrits. Il fut cependant fait quelques exceptions, l'une pour Virginie Déjazet, l'autre pour Thérésa.
D'autres sociétés chantantes en province et à l'étranger reprirent le nom du Caveau parisien : le Caveau stéphanois ou Caveau de Saint-Étienne à Saint-Étienne, le Caveau havrais au Havre. Il y eut également quatre Caveaux lyonnais successifs à Lyon. Un Caveau algérois à Alger, auquel Ernest Chebroux a dédié un toast à la Chanson, et un Caveau verviétois à Verviers en Belgique.
Il ne faut pas confondre les sociétés du Caveau avec les cafés-caveaux dont la vogue fleurissait à Paris sous le Premier Empire et dans les premières années de la Restauration.

## Deux cent dix années de chansons

### Première Société du Caveau (1729-1739)

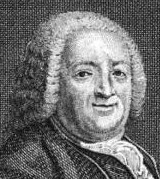
Charles-François Panard.

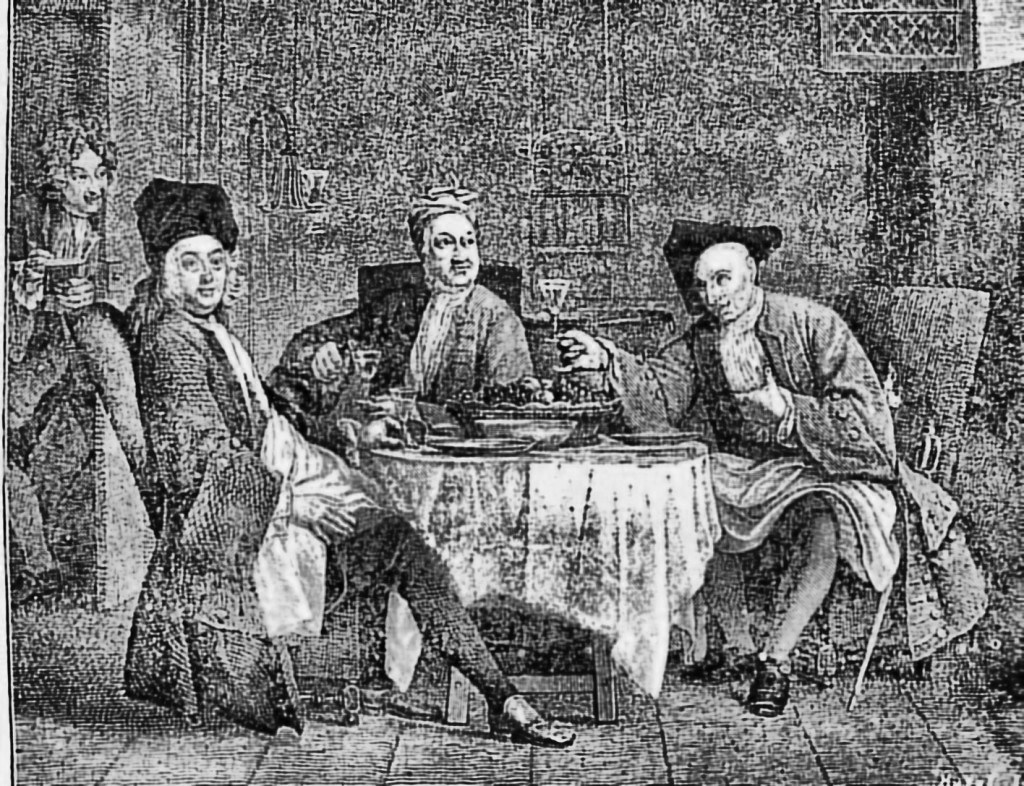
Les premiers convives du Caveau ; à droite : Pierre Gallet.

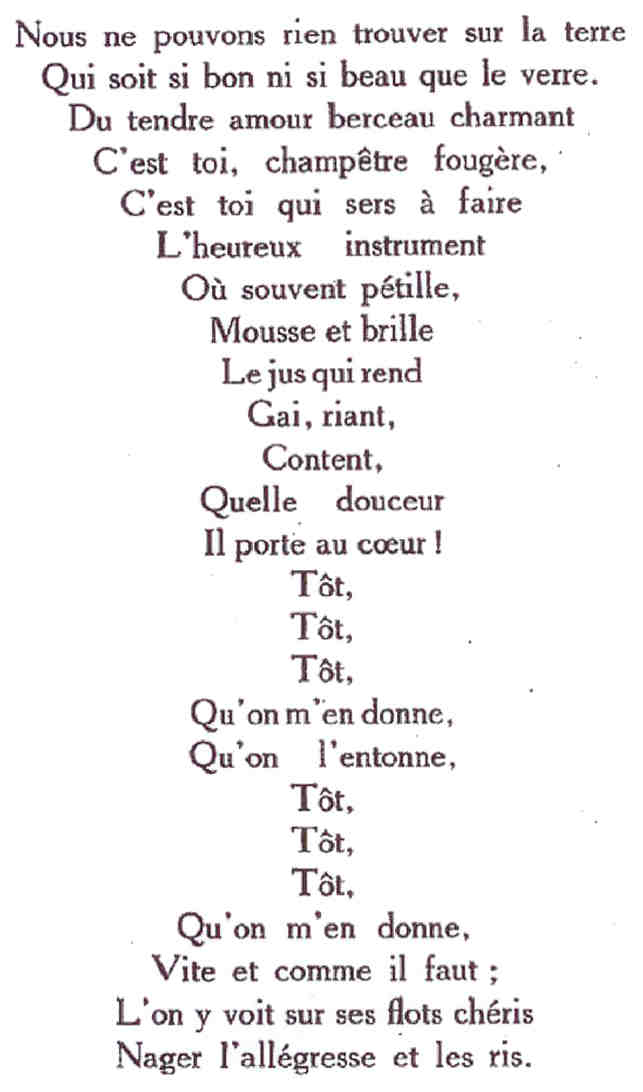
Poème de Panard.

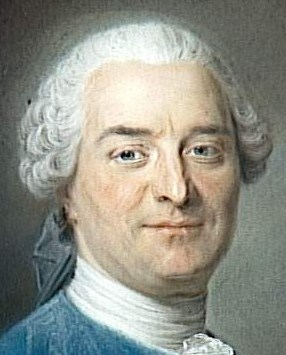
Charles Pinot Duclos.

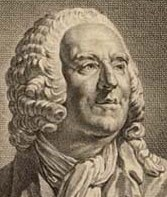
Alexis Piron.

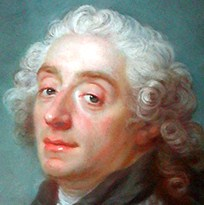
François Boucher.

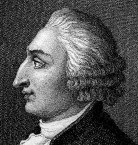
Charles Collé.

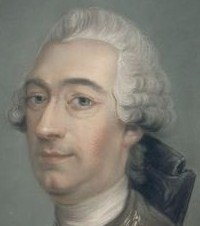
Crébillon fils.

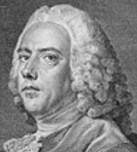
Moncrif.

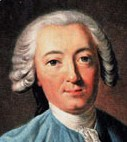
Helvétius.

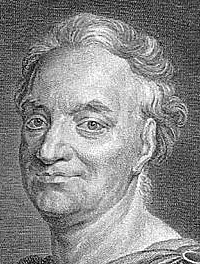
Crébillon père.

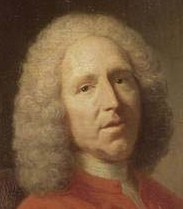
Jean-Philippe Rameau.

Selon Arthur Dinaux Le Concert des Enfants de Bacchus est une association de chanteurs et buveurs, actif en 1630, qui a peut-être donné l'idée de l'institution du premier Caveau.
Ce premier Caveau est une association bachique, chantante et littéraire fondée par Piron, Charles Collé, neveu de Jean-François Regnard, et Crébillon fils sont les fondateurs des Dîners du Caveau, connus par l'esprit et la gaité des convives qui s'y rassemblent. À partir de 1726, ils soupent d'habitude rue de la Grande-Truanderie chez Pierre Gallet, leur ami, chansonnier tout aussi gaillard qu'eux, qui leur épargne ainsi les frais du cabaret. Ils se donnent mutuellement les prémices de leurs chansons, et c'est à un de ces soupers que celles de Reçois dans ton Galetas et d'Adieu donc, cher la Tulippe, leur font proclamer Crébillon fils, père de la chanson grivoise. Genre qui, par la suite, vaudra beaucoup de succès à Vadé.
Au bout de trois années de joyeuses agapes, le trio, quoique très peu pécunieux, veut donner un jour à dîner à son Amphitrion, et, pour s'égayer, y admettre de nouveaux convives, Píron indique son ami Louis Fuzelier, qui fait partie, avec lui, du groupe des poètes turlupins, au sein du Régiment de la Calotte, joyeuse société festive et carnavalesque. Il leur chante le couplet de Fuzelier sur Le Sage et d'Orneval, sur l'air de : La rareté, la curiosité :
Le Sage et d'Orneval ont quitté du haut style

La beauté ;

Et, pour Polichinelle, ont abandonné Gilles ;

La rareté !

II ne leur reste plus qu'à montrer, par la ville,

La curiosité.
Ces deux auteurs, après avoir abandonné le Théâtre Français pour le Théâtre de la foire, imaginèrent, dès qu'on eut interdit le chant à ce dernier, d'inscrire leurs vaudevilles sur des écriteaux : le spectateur chantait les airs, et les acteurs faisaient les gestes. Fuzelier est invité ; Collé indique Saurin fils, Crébillon fils indique Sallé, son collaborateur au Voyage de Saint-Cloud par mer et par terre, et autres opuscules réunis sous le titre de : Recueil de ces Messieurs. Tous enfin, et Piron surtout, sont d'avis d'inviter Crébillon père, leur ami, dans l'espérance de l'amener à se montrer plus libéral envers son fils, qui, chaque fois qu'il lui demande de l'argent, reçoit pour toute réponse : Quand tu auras fini tes égarements du cœur et de l'esprit.
Au jour indiqué, fin 1729, les huit convives dînent, c'est-à-dire à l'époque déjeunent, dans la salle basse ou Caveau, d'un cabaret accrédité, qui va donner son nom à la société, et qui est tenu par Nicolas-Alexis Landelle, carrefour de Bussi, à l'angle de la rue de Bussi et la rue Dauphine, faubourg Saint-Germain. Le 3 avril 1732, dans la salle haute de ce cabaret, le duc d'Aumont installe le siège de la première loge maçonnique parisienne constituée par la Grande Loge de Londres : la loge de Buci.
L'immeuble où se trouvait le cabaret est toujours debout. Son adresse officielle est à présent : 12 rue de Buci, Paris 6e. C'est près de la Comédie-Française (aujourd'hui, rue de l'Ancienne-Comédie), du fameux café Procope, de la Foire, et d'un Jeu de paume consacré à l'opéra-comique. Pour desservir ce quartier à la mode, on trouve une station de chaises à porteurs conçue sur le même principe que les actuelles stations de taxis.
Le repas bien arrosé dure dix heures. Tout le monde se sépare ivres. C'est la naissance du Caveau. L'amitié partagée rend la gaité plus vive. Ils décident d'y ajouter en recommençant et invitant d'autres amis.
La société du Caveau n'a en fait à l'origine pas de nom. On dîne dans un lieu nommé le Caveau, alors, par commodité, on parle des dîners du Caveau. On voit également certains participants signer leurs publications en faisant suivre leur nom de la précision convive des dîners du Caveau et non membre de la société du Caveau. Ce n'est que par la suite que des formes institutionnelles, un nom officiel seront adoptés.
Toutes les sociétés successives qui se reconnaissent héritières du premier Caveau, comme celui-ci, resteront fidèles à un point fondamental de l'organisation des goguettes jusqu'en 1830 : la limitation du nombre de membres. Celle-ci assurera la cohésion et la longévité de ces sociétés dont la quatrième et dernière société du Caveau, qui disparaît en 1939 après 105 années d'existence.
Un certain nombre de convives, pendant dix ans, de 1729 à 1739, complètent successivement la Société du Caveau. Ce sont tous des hommes, aucune femme n'est admise ou même simplement pressentie.
Ils seront en tout une vingtaine : Piron, Collé, Gallet, Crébillon fils, Fuzelier, Sallé, Saurin fils, Saurin père, Duclos, Labruère, La Noue, Gentil-Bernard, Moncrif, Charles-François Panard, Helvétius, le peintre François Boucher, le musicien Jean-Philippe Rameau et le chanteur Pierre Jélyotte, venu de Toulouse, gloire de l'Académie royale de Musique et surnommé « le rossignol gascon ».
C'est dans cette société que Rameau, que Piron a décidé à quitter la province pour se fixer à Paris, trouve les auteurs qui, les premiers, produisent, avec éclat, son talent sur le théâtre lyrique. C'est là aussi qu'il s'assure les défenseurs zélés qui l'aident à triompher des Lullistes. Et tandis que Fuzelier, Bernard et Labruère concourent à fonder ses succès sur la scène, ses amis du Caveau, surtout Collé, accréditent, dans les cercles, ses airs de danse et ses ouvertures, par les plus heureuses parodies.
François Boucher apporte souvent ses dessins pour les montrer. Ceux-ci, parfois, inspirent aux convives des sujets de chansons. Duclos fait le pari de s'inspirer, pour écrire, d'estampes réalisées pour illustrer un texte de Charles Gustave de Tessin : Faunillane ou l’Infante jaune. Il compose alors le conte féerique Acajou et Zirphile.
Les joyeux convives de la société s'assemblent presque toute l'année, surtout l'hiver et l'automne, les premier et seize de chaque mois, pour diner, à frais communs, au Caveau ; et chacun d'eux y est à son tour l'objet d'une épigramme : est-elle jugée juste et piquante ? le patient boit rasade à la santé de son censeur ; est-elle jugée injuste ou niaise ? c'est le mot utilisé, un verre d'eau sert de punition au censeur, tandis que les autres convives portent gaîment la santé de l'auteur, qu'ils vengent. Le drame, surtout, fait l'objet perpétuel de leurs épigrammes. La Chaussée venait d'admettre sur la scène comique ce genre, qu'ils appelaient bâtard, et dans lequel cependant Térence avait été son modèle. Les frondeurs les plus décidés sont Piron, Fuzelier, Crébillon fils ; Collé surtout et Sallé qui, dans les parades qu'ils font représenter au Temple, chez le grand-prieur, prennent souvent le drame comme prétexte de leurs plaisanteries. La Chaussée se contente longtemps de leur opposer ses succès, surtout quand Denis Diderot et Voltaire même, en accréditant ce genre, concourent à s'y former d'heureux imitateurs ; mais sa patience ne tient pas contre ce couplet de Piron :
Air de Joconde.

Connaissez-vous, sur l’Hélicon,

L’une et l’autre Thalie ?

L’une est chaussée et l’autre non,

Mais c’est la plus jolie.

L’une a le rire de Vénus,

L’autre est froide et pincée :

Salut à la belle aux pieds nus,

Nargue de la chaussée.
Quelque temps après, une place se libère à l'Académie française ; le vœu public y appelle Piron. Il est d'usage alors que tout candidat aille, avant sélection, faire une visite aux académiciens, et, en leur absence, leur laisse sa carte. Piron choisit, pour se présenter chez la Chaussée, le moment où il est sûr de ne pas le trouver, et, pour lui annoncer sa visite, lui laisse ces deux vers, tirés de sa comédie de l'École des amis :
En passant par ici, j'ai cru de mon devoir

De joindre le plaisir à l'honneur de vous voir.
La Chaussée qui, jusqu'à ce moment, a laissé couver sa rancune, outré de ce dernier trait, après avoir tenté inutilement d'empêcher que Piron ne soit élu, se réunit à la classe des dévots, pour faire annuler l'élection, et y parvient.
On voit, par ces détails, quel est le ton des Dîners du Caveau, qui se soutinrent pendant dix années.
Quand le brouhaha de conversations devient insupportable, le chanteur Pierre Jélyotte se met à chanter de sa voix de haute-contre et ramène l'harmonie dans la réunion, comme le raconte Bernard Saurin :
Jélyotte était notre Orphée,

Et quand, parlant tous à la fois,

Sous un vain bruit de mots la raison étouffée

Ne pouvait réclamer ses droits,

Il chantait, et soudain à sa douce harmonie

Plus farouche souvent que les monstres des bois,

L'amour-propre laissait désarmer sa furie :

Nous étions tous d'accord pour admirer sa voix.
Maurepas, qui, au côté de Piron et Fuzelier, faisait partie des poètes turlupins, désira être invité au Caveau, et se rendit une fois à l'invitation. Peu de temps après, une épigramme de Crébillon fils ne concourut pas peu à dissoudre cette société. Duclos demande à Crébillon père quel est le meilleur de ses ouvrages ? « La question est embarrassante, répond Crébillon père ; mais voici le plus mauvais, » ajoute-t-il en montrant son fils, qui lui répond : « Pas tant d'orgueil, s'il vous plaît, monsieur, attendez qu'il soit décidé que tous ces ouvrages sont de vous. » Allusion à un ami qui aurait serré de près Mme de Crébillon. Une autre version dit qu'il aurait répliqué à son père : « C'est parce qu'il ne doit rien au Chartreux », une calomnie attribuant à l'époque les ouvrages de Crébillon père à un chartreux. La société ordonne le verre d'eau pour tous deux. Crébillon fils boit le sien ; mais son père, fâché, quitte brusquement la société. Depuis ce moment, rien ne peut le déterminer à y retourner. Elle perd Gallet ; Crébillon fils passe en Angleterre ; Labruère, nommé secrétaire d'ambassade, suit sa destination ; et Gentil-Bernard, secrétaire général des dragons, suit son chef. La dispersion de cette société met fin à ces diners.
On doit à cette société une des plus célèbres chansons françaises : Frère Jacques, œuvre de Jean-Philippe Rameau qui fut un des membres de la première Société du Caveau. Traduite en quantité de langues, la notoriété de cette chanson est devenue immense.

### Deuxième société du Caveau (1759-1789)

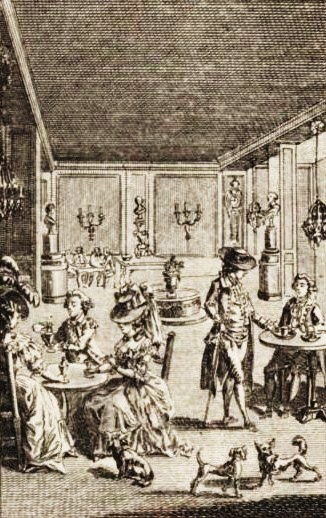
Le Café du Caveau au Palais-Royal vers 1790.

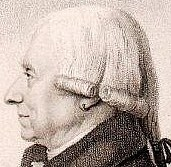
Pierre Laujon.

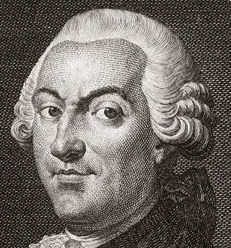
Jean-François Marmontel.

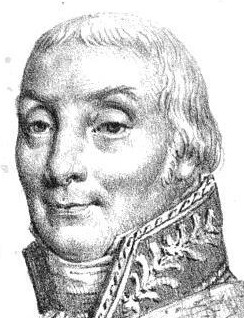
Ségur ainé.

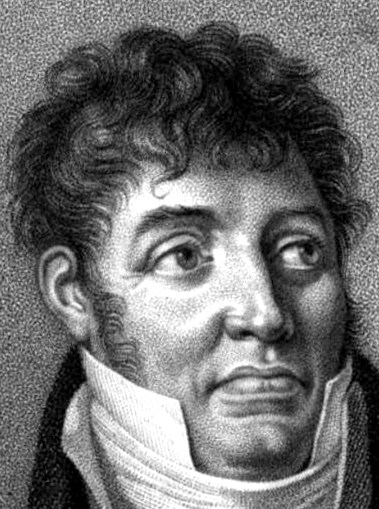
De Piis.

En 1759, un nouveau Caveau est fondé à l'instar du premier, par les commensaux des dîners que donne tous les mercredis le fermier général Jean-Baptiste Pelletier. On retrouve là divers membres du premier Caveau comme Crébillon fils, Collé, Gentil-Bernard, Helvétius, La Noue et des nouveaux comme Jean-François Marmontel, Jean Baptiste Antoine Suard, Boissy d'Anglas et Laujon.
En 1759, Pelletier, fermier général, qui, tous les mercredis, donne à dîner à Marmontel, Boissy d'Anglas, Suard et La Noue, y invite Monticourt, Saurin fils, Helvétius, Bernard, Collé et Crébìllon fils ; qui, par la suite, y présente Garrick, Sterne et Wilkes.
Pierre Laujon fait le portrait de Monticourt dans sa Notice sur les Dîners du Caveau : « Convive aimable, qui joignait, au jugement le plus sain, l'esprit le plus délicat, le plus fertile en saillies, et une gaîté naturelle qui souvent allait jusqu'au persifflage ; aussi son adresse à donner des coups de patte, sans égratigner, l'avait-elle fait nommer le chat de la société. »
La gaité des diners de la deuxième société du Caveau rappelle souvent celle de la première, et n'en diffère qu'en ce que l'épigramme s'y prescrit plus de réserve. Chaque convive concourt à rendre cette société plus agréable, et Garrick y prouve, plus d'une fois, que, pour juger son talent, on n'a pas besoin d'entendre sa langue ; car différentes scènes, soit comiques, soit tragiques, qu'il exécute en pantomime, le jeu varié de sa physionomie, la justesse de ses attitudes, de ses gestes, forcent, à son gré, sans le secours des paroles, le rire ou les larmes.
Cette assemblée de joyeux convives dure jusqu'au mariage malheureux de Pelletier.
Ces dîners éveillent chez les anciens du Caveau : Duclos, Saurin, Moncrif, Boucher… devenus quinquagénaires, c'est-à-dire vieux à l'époque, la nostalgie du passé. Ils vont assurer la continuité du Caveau à partir de 1762, et seront rejoints par des recrues plus jeunes.
Crébillon fils est élu président à vie. Il abolit la punition du verre d'eau. Le lieu des réunions est au Palais-Royal.
Le 15 mai 1779, Métra écrit dans son hebdomadaire la Correspondance littéraire secrète : « Le Caveau est le nom qu’on donne à un café fort à la mode, placé dans un petit souterrain arrangé avec goût dans le jardin du Palais-Royal. Il est tenu par un nommé Dubuisson... »
Il existe un bref pamphlet politique, en date du 16 avril 1789, signé Jean Toutcourt, qui ne traite ni de chansons, ni de littérature, mais dont le titre fait référence au deuxième Caveau : Lettre d'un paysan à MM. les censeurs du Caveau, au Palais-Royal.
L'adresse du café du Caveau est galerie du Palais-royal, n°90.
La période politiquement mouvementée qui s'ouvre alors interrompt pour quelques années la tradition du Caveau.

### La deuxième société du Caveau vue par Marmontel
Dans ses mémoires, Marmontel se souvient du second Caveau à l'époque où il se réunissait chez Le Pelletier :

« Le plus libre, ou plutôt le plus licencieux de tous (les dîners), avait été celui que donnait toutes les semaines un fermier général nommé Pelletier, à huit ou dix garçons, tous amis de la joie. A ce diner, les têtes les plus folles étaient Collé et Crébillon le fils. C'était entre eux un assaut continuel d'excellentes plaisanteries, et se mêlait du combat qui voulait. Le personnel n'y était jamais atteint ; l'amour-propre du bel-esprit y était seul attaqué, mais il l'était sans ménagement, et il fallait s'en détacher et le sacrifier en entrant dans la lice. Collé y était brillant au-delà de toute expression; et Crébillon, son adversaire, avait surtout l'adresse de l'animer en l'agaçant. »

### Les dîners du Vaudeville (1796-1801)

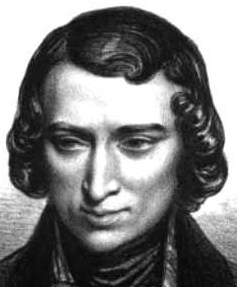
Armand Gouffé

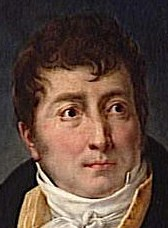
Cadet de Gassicourt

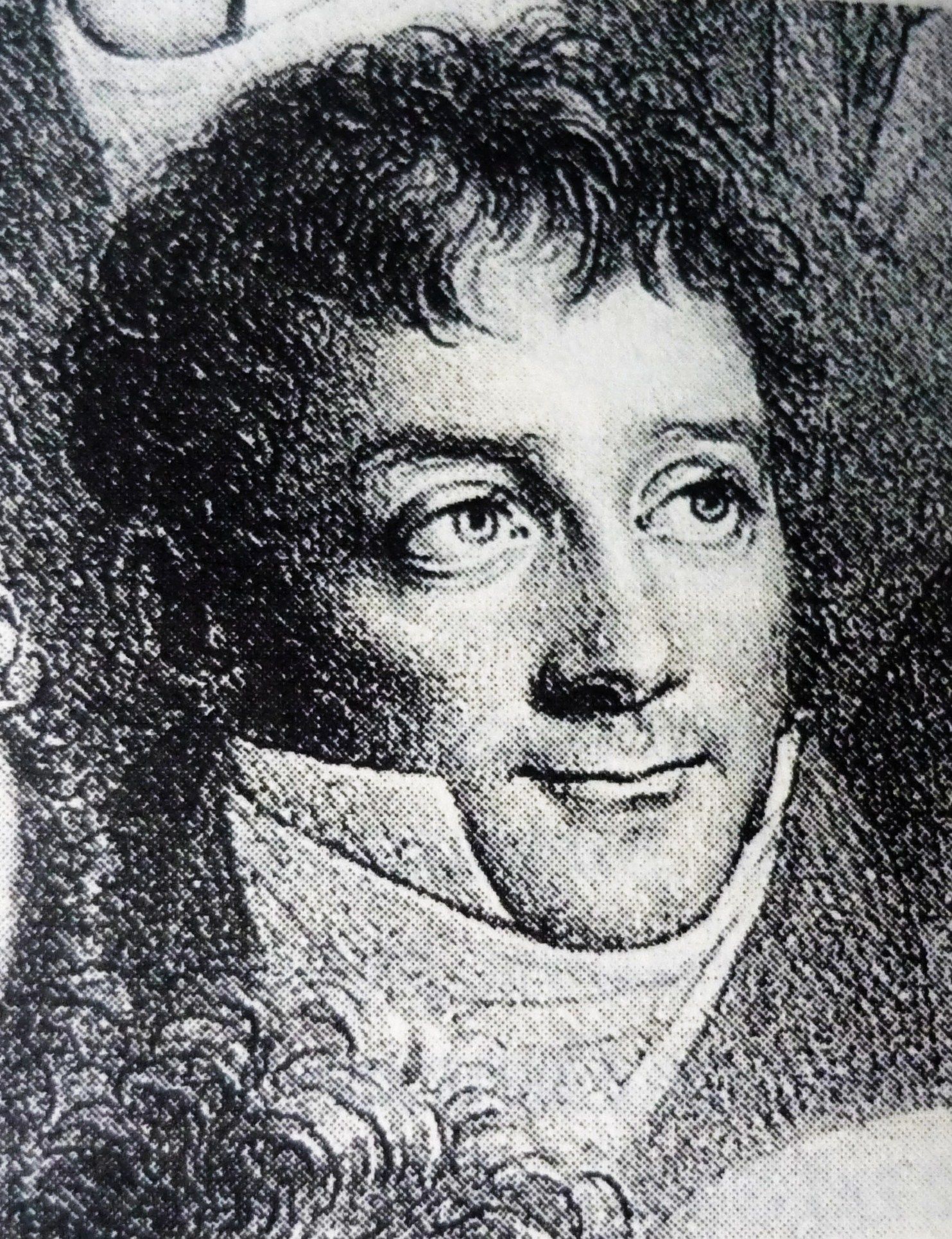
Emmanuel Dupaty

Après une interruption de six années, la tradition reprend en 1796.
À l'exemple des joyeux fondateurs des dîners du Caveau, les auteurs qui consacrent leurs productions au théâtre du Vaudeville, ouvert en 1792, forment le projet de se réunir de temps en temps pour dîner et chanter joyeusement ensemble. Le prospectus en couplets est rédigé dans un dîner préparatoire, le 2 fructidor an IV (19 août 1796), par Piis, Radet, Deschamps et de Ségur ainé.
Les dîners sont baptisés dîners du Vaudeville. La société est fondée le 2 vendémiaire an V (23 septembre 1796). Les créateurs sont Barré, neveu de Pierre Laujon et fondateur avec Piis du théâtre du Vaudeville, Bourgueil, Chambon, Chéron, Demautort, Desfontaines-Lavallée, Étienne Despréaux, Desprez, Léger, Monnier, Prévôt, Rosière, Ségur aîné, auxquels s'adjoignent ensuite Armand Gouffé, Philippon de La Madelaine, Le Prévost d'Iray, de Ségur jeune (dit Ségur sans cérémonie), Philippe Henri de Ségur père des deux Ségur, Maurice Séguier, Dupaty, Alissan de Chazet, Dieulafoy, Goulard, Laujon et d'autres.
Les convives se réunissent d'abord chez Juillet, acteur original, qui s'est fait restaurateur. On lit que par la suite, ils se seraient réunis chez Balaine, au Rocher de Cancale, restaurant situé rue Montorgueil, au coin de la rue Mandar. Ce qui est impossible, ce restaurant ayant ouvert en 1804, trois années après la disparition de cette société.
Il est d'abord convenu que les chansons apportées à chaque dîner ne sont pas publiées ; mais, cédant aux instances de leurs amis, les auteurs se décident à publier par mois un cahier contenant les chansons apportées au dîner du mois précédent. Le premier numéro paraît en vendémiaire an V (1796), et tous les mois un nouveau numéro présente aux abonnés des chansons qui obtiennent un grand succès auprès d'eux.
À mesure que de nouveaux auteurs remportent des succès marqués au théâtre du Vaudeville, ils sont admis aux dîners, au même prix que les fondateurs, c'est-à-dire moyennant une chanson pour chaque dîner. C'est ainsi qu'on y voit paraître successivement Pierre Capelle, Désaugiers, Grimod de la Reynière, Marie de St-Ursin, la Réveillère, Antoine Antignac, Francis, Béranger, Moreau, Tournay, Jouy, de Rougemont, Longchamps, Ducray-Duminil, Eusèbe de Salverte, Ourry, Gentil, Cadet de Gassicourt, Théaulon, Bailleul, Brazier, Coupart, Jacquelin.
Ces dîners, plusieurs fois suspendus et plusieurs fois repris, produisent cinquante-deux numéros, dont la collection est extrêmement difficile à trouver. Cette publication, homonyme de la société, paraît de 1796 à 1802. Seul son numéro 39, daté de Frimaire, an IX (1800), est en ligne sur le site Gallica. Il contient à la fin une Notice sur les Dîners du Caveau., rédigée par Laujon et parle d'un attentat :
Le retard apporté à l'envoi de ce Numéro, a été occasionné par l'explosion de la machine infernale, qui a causé un peu de désordre dans l'imprimerie du citoyen Rondonneau, éditeur des DINERS.
Les Numéros suivans paraîtront exactement dans les premiers jours de chaque mois, comme les années précédentes.
La société cesse d'exister le 2 nivôse an X (23 décembre 1801).
Sa disparition favorise la naissance d'une autre fameuse société chantante : l'Union des arts et de l'amitié en goguette.

### La Société Épicurienne

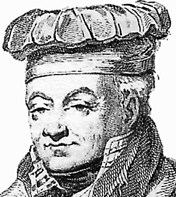
Grimod de la Reynière.

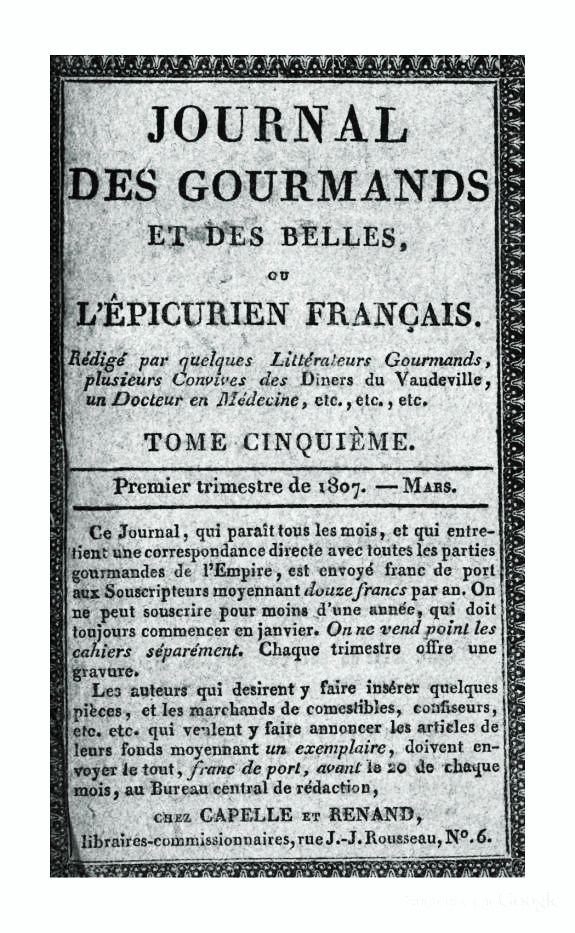
Journal des gourmands et des belles ou l'Épicurien français, mars 1807.

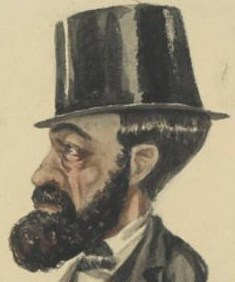
Maurice Ourry.

Elle se réunit à partir de 1806, le 20 du mois, chez Balaine et regroupe les mêmes convives que le Caveau moderne. On y retrouve Désaugiers, Gouffé, Brazier, Laujon, Piis, Grimod de la Reynière, Antignac, Moreau, Capelle, Demautort. D'autres noms apparaissent, probablement aussi de membres du Caveau moderne : Ponsardin-Simon, Simonnin, Charles Sartrouville.
Ses buts sont gastronomiques et aussi chantants. Elle a des correspondants dans d'autres villes comme Brioude, le Havre, etc. Ces correspondants peuvent être d'autres sociétés épicuriennes, comme la société épicurienne de Villefranche d'Aveyron.
Cette société publie un mensuel : « Journal des gourmands et des belles ou l'Épicurien français, Rédigé par quelques Littérateurs Gourmands, plusieurs Convives des Diners du Vaudeville, un Docteur en Médecine, etc., etc., etc. »
Portant en exergue la citation :
Rions, chantons, aimons, buvons ;

Voilà toute notre morale.
Signée : Dîners du Vaudeville.
Son recueil complet se compose de 11 volumes in-18.
Fin 1809, Désaugiers a même composé une chanson invitant à s'abonner à cette publication.
Cette Société Épicurienne invite à participer à ses repas les présidents de sociétés épicuriennes de France et de l'étranger.
Le « 20 » du mois est un jeu de mots avec le « vin ».
La Société Épicurienne, qui se réunit au même endroit, au même moment, avec les mêmes membres que le Caveau moderne, se confond de facto avec lui.

### Le Caveau moderne (1806-1817)

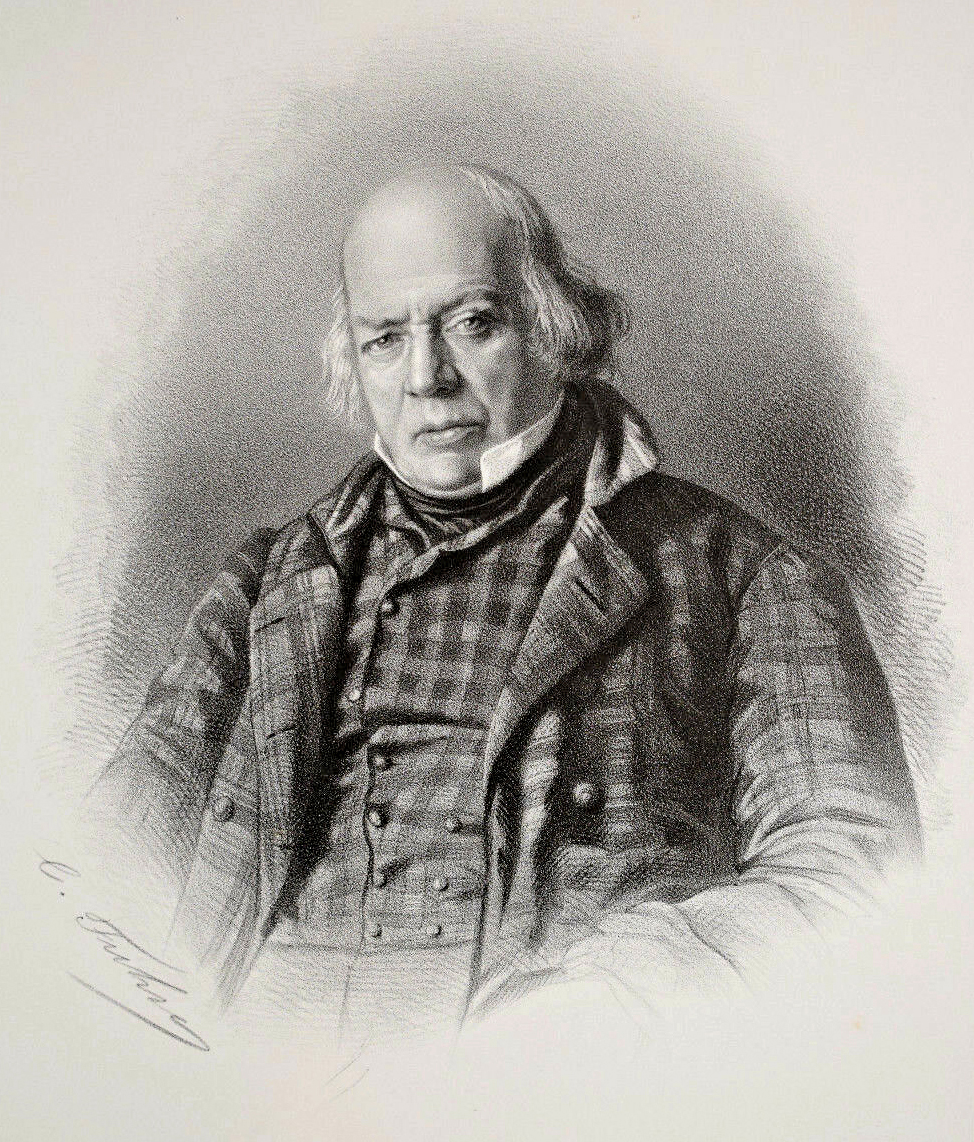
Pierre Jean de Béranger.

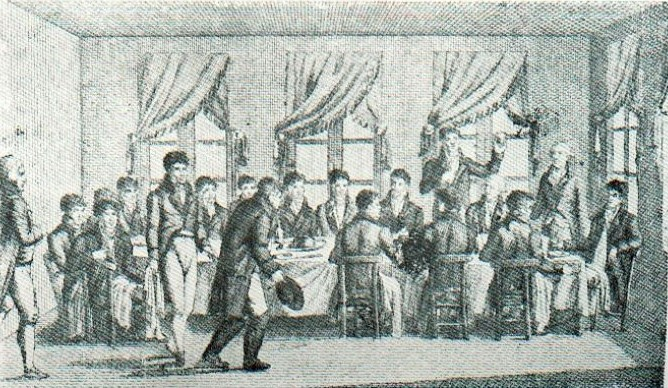
Une réunion du Caveau moderne.

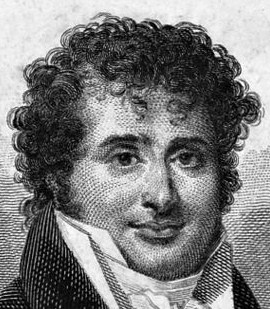
Marc-Antoine-Madeleine Désaugiers.

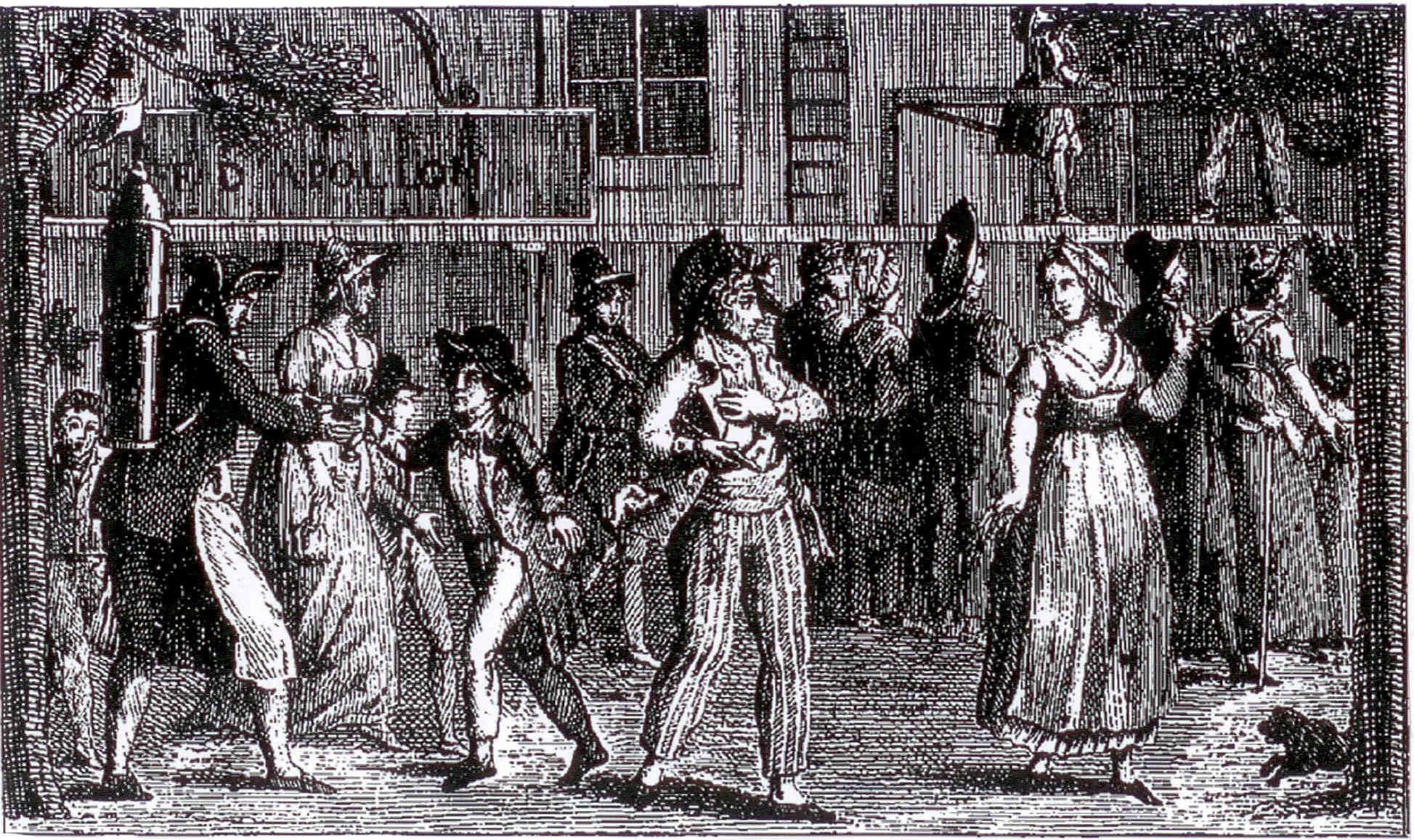
Cadet Buteux au Boulevard du Temple, illustration pour Le Caveau moderne, ou le Rocher de Cancalle, 1814.

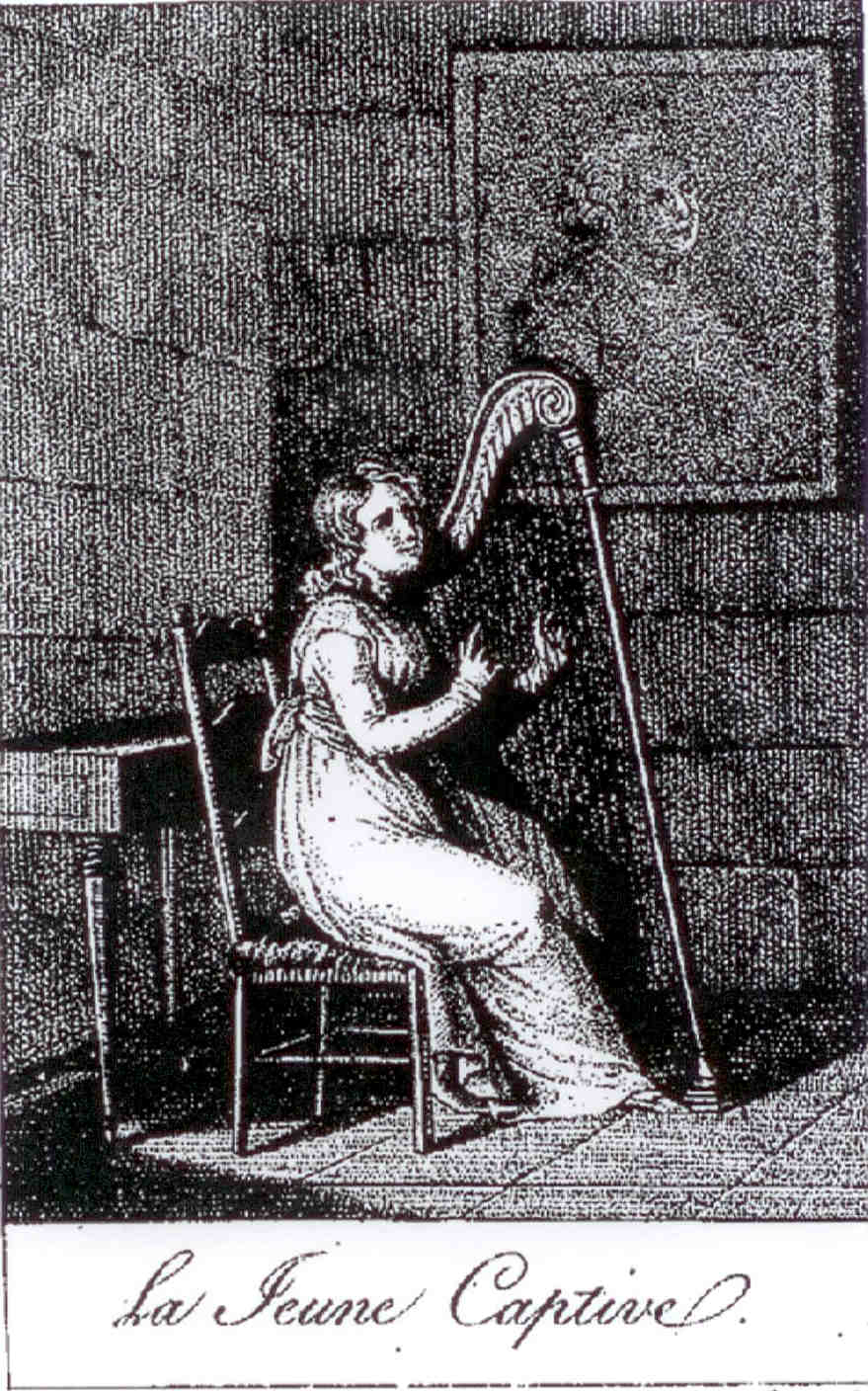
Gravure ornant le Chansonnier des Bourbons, 1815.

En 1806, Armand Gouffé et le poète, chansonnier et libraire Pierre Capelle réorganisent les Dîners du Vaudeville, sous le nom de : Caveau Moderne ou le Rocher de Cancale, du nom de l'établissement gastronomique où se font les festins musicaux le 20 de chaque mois : au Rocher de Cancale.
La même année 1806 est donnée au théâtre des Variétés une comédie-vaudeville de Moreau et Francis D' Allarde, intitulée Gallet ou le Chansonnier droguiste, et consacrée à Pierre Gallet.
Le Caveau moderne est présidé par Pierre Laujon, puis par Désaugiers, qui compose la plupart de ses chansons pour les dîners de cette société.
Capelle est l'éditeur du Caveau moderne. Ce libraire recueille les œuvres de la compagnie, publie un cahier tous les mois, un volume tous les ans, paye la grosse dépense de la table et fait encore quelque profit.
On retrouve aux festins du Caveau moderne Antoine Antignac, Brazier, René de Chazet, Désaugiers, Demautort, Emmanuel Dupaty, Despréaux, Ducray-Duminil, Cadet-Gassicourt, Gouffé, Grimod de La Reynière, fondateur de l'Almanach des Gourmands, Jouy, Laujon, Moreau, Philippon de La Madelaine, de Piis, le comte de Ségur aîné, le docteur Marie de Saint-Ursin.
Le second ban se compose de Gentil, Coupart, Jacquelot, de Jarry, Longchamps, Maurice Ourry, Rougemont, Réveillère, Eusèbe Salverte, Théaulon, Tournay et Chapelle. On admet, comme musiciens : Frédéric Duvernoy, Mozin, Doche, Alexandre Piccini, Lafont, Romagnési. On accueille avec distinction et assez souvent, comme membres d'honneur : Boufflers, Delille, Sébastien Mercier (l'auteur du Tableau de Paris), le docteur Gall, Regnaud de Saint-Jean-d'Angély et le fin dîneur d'Aigrefeuille.
Ségur jeune n'y participe pas, il est mort en 1805.
Cette société compte des Académiciens français parmi ses membres : Ségur aîné, Regnaud de Saint-Jean-d'Angély, Pierre Laujon (devenu académicien français en 1807).
Quand, en 1809, Antoine Antignac publie un recueil de ses chansons et poésies, il précise, sur la page de titre, après son nom : « convive du Caveau moderne. »
Dans ses refrains, le Caveau moderne ne touche presque jamais à la politique et s’en tient le plus souvent aux chansons bachiques.
Cependant, en 1811, à l'occasion de la naissance du fils de Napoléon Ier, il publie un Hommage du Caveau moderne au roi de Rome, Extrait du Procès-Verbal de la 64e Séance du Caveau moderne, tenue le 20 mars 1811.
Ce recueil est tout entier consacré à louanger le pouvoir impérial, par exemple, dans sa préface :

« … chacun enfin ayant chanté à son tour, il se trouve que le Roi DE ROME, NAPOLÉON et MARIE LOUISE ont seuls été l'objet de tous les chants. Eh ! quels refrains eussent pu paraître saillants auprès de ceux où le cœur avait plus de part encore que l'esprit ? Quels chants eussent été exécutés après ceux qui, en s'élevant du Caveau, semblaient être répétés en chorus par tous les habitants de la capitale, circulant en foule dans toutes les rues, sur toutes les places publiques ? »

En 1812, en référence au Caveau parisien est fondé à Lyon le Caveau lyonnais. Justin Cabassol, membre de la quatrième Société du Caveau, en parle en 1865 :

« Le Caveau de 1812 était affilié au Caveau Parisien, et même deux de ses membres, Félix Pitt et Montperlier, vinrent à Paris, et eurent une franche et cordiale réception de la part de l'excellent Désaugiers, alors président, qui leur fit les honneurs de la table de Balaine, au Rocher de Cancale, rue Montorgueil.
Pitt y chanta Il faut vivre, couplets pleins d'entrain et de gaité ; Montperlier y fit entendre sa délicieuse chanson des Petits pieds de Lise. »

En 1813, Béranger est présenté par Désaugiers et accepté comme membre du Caveau moderne. Un seul proteste à cette occasion : le vieux de Piis, qui à l'époque occupe la place de secrétaire général de la Préfecture de police. Béranger compose une chanson de réception : L'Académie et le Caveau, où il vante les mérites du Caveau moderne comparé à l'Académie française. Le Caveau moderne contribue beaucoup par la suite à répandre le nom de Béranger, C'est là, que de 1813 à 1816, il publie ses plus fameuses chansons grivoises, qu'il écrit à la manière de Collé, dont il s'inspire. Ce sont la Gaudriole, la Bacchante, Madame Grégoire, Ma Grande-mère, Frétillon, la Grande orgie, Voyage au pays de Cocagne, Roger-Bontemps, les Infidélités de Lisette, Mon curé, la Descente aux enfers, etc., etc.
Le Caveau moderne a de nombreux affiliés en province.

### Le Caveau moderne en 1814
Dans ses mémoires, Paul de Kock parle du Caveau moderne, à l'occasion d'une invitation à dîner au Rocher de Cancale, à laquelle il a répondu, début 1814 :
J'entrai, avec Caigniez, au Rocher de Cancale, restaurant sis au coin de la rue Mandar, que les dîners mensuels du Caveau moderne avaient mis en vogue. C'était justement le 20 du mois, jour de réunion des chansonniers. Pour les entendre chanter à travers les cloisons, on se disputait les cabinets avoisinant la salle réservée à ces messieurs. En sa qualité d'habitué de la maison, et surtout d'auteur dramatique, titre fort prisé de Baleine, Caigniez obtint un de ces cabinets. Mais il était de bonne heure encore, nous eûmes le loisir de dîner et de causer avant que l'assemblée des chansonniers n'entamât le feu de ses refrains.
...tout en prêtant une oreille distraite aux chansons de ces messieurs du Caveau, car ils avaient commencé à chanter, je ruminais déjà un plan de mélodrame. Cependant, les éclats de rire et les applaudissements me rappelèrent bientôt à l'attention due au talent et au renom de mes voisins. Caigniez, qui les connaissait intimement presque tous, me nommait chacun d'eux, sur l'organe, à mesure qu'il prenait le galoubet ; expression consacrée pour désigner le chanteur succédant, dans l'arène, à un confrère. Il y avait Piis, qui cumulait alors les lauriers du chansonnier et les émoluments de secrétaire général de la préfecture de police ; Armand Gouffé, qu'on appelait le Panard du XIXe siècle ; Brazier ; Eusèbe Salverte, qui, délaissant plus tard la poésie pour la politique, entra à la Chambre et se mit dans l'opposition ; de Jouy, qui n'avait pas encore fait Guillaume Tell avec Rossini, mais qui avait fait déjà la Vestale et Fernand Cortez avec Spontini, et, tout seul, l'Ermite de la chaussée d'Antin, deux volumes qu'on s'arrachait ; Rougemont ; Désaugiers, le plus franchement gai de tous ; Théaulon ; Béranger, qui chanta, ce soir-là, à la demande générale, son Roi d’Yvetot, cette spirituelle critique de l'empereur, plus semblable, malheureusement, en 1814, à un De profundis qu'à une chanson railleuse.
Le 14 août 1814, Pierre-Joseph Charrin, du Caveau moderne, est reçu à Lyon au Caveau lyonnais et chante une chanson composée pour l'occasion.

### La fin du Caveau moderne
À partir de 1815, le Caveau moderne a pour secrétaire général le chansonnier Jacques-André Jacquelin.
En 1815, au moment de la Restauration, paraît à Paris, chez Rosa, Le Chansonnier des Bourbons : dédié à S. A. S. Madame la duchesse douairière d'Orléans ; rédigé par MM. J. A. Jacquelin et B. de Rougemont. 1re année. Son contenu témoigne du plus parfait opportunisme des membres du Caveau moderne, s'alignant bruyamment en faveur de la monarchie restaurée. Dans ce recueil figure une chanson dans le même ton, composée par le président du Caveau lyonnais Monperlier. Même l'inspiration bachique est ici mise au service du roi, comme on le voit dans ce couplet de Désaugiers à la fin de sa chanson Ronde
En 1815, Pierre-Joseph Charrin fait partie du groupe de rédacteurs du Dictionnaire des girouettes, ou Nos contemporains peints d'après eux-mêmes ... par une société de girouettes.... Cet ouvrage de 444 pages stigmatise les opportunistes de la période 1789-1815, dont d'illustres membres du Caveau moderne comme de Piis et Dupaty.
Il n'est pas le seul membre du Caveau moderne qui dénonce à l'époque les opportunistes. En 1816, Michel-Joseph Gentil de Chavagnac écrit dans sa chanson Les Masques arrachés ou Voilà c'que c'est qu'tout ça !.
Vers 1815 disparaît le Caveau lyonnais, société chantante affiliée au Caveau moderne.
Le Constitutionnel écrit, le 28 février 1816 :
— Il vient de paraître, chez Eymery, libraire, rue Mazarine, n°. 30, un nouvel almanach, intitulé : L'Enfant lyrique du Carnaval, ou choix des meilleures chansons joyeuses, anciennes, modernes et inédites, par M. Ourry, membre du Caveau Moderne.
Le Caveau moderne disparait en 1817.
L'année d'après, chez les anciens du Caveau moderne, l'opportunisme se fait martial et guerrier, ce qui, en temps de paix, n'est pas trop risqué. Désaugiers et Gentil signent dans le petit recueil de chansons royalistes Les Anniversaires des trois mai et huit juillet., qu'ils publient avec quelques autres en 1818, en suivant leurs noms de leur qualité de gardes nationaux : « Sous-Lieutenant de la 10e Légion ».

### Les Soupers de Momus (1813-1828)
Fondée en 1813 par Pierre-Joseph Charrin, la société des Soupers de Momus est une sorte de succursale du Caveau moderne, dont les repas se font chez le restaurateur Beauvillier.
Après la fin du Caveau moderne, la plupart de ses membres se réfugient dans cette société. Ils se retrouvent là avec Barré, Radet, Desfontaines-Lavallée, Michel Dieulafoy, Pierre Carmouche, Justin Cabassol, Casimir Ménestrier, Frédéric de Courcy, Étienne Jourdan, Alphonse Martainville, Armand d'Artois, Jacinthe Leclère, Joseph-François-Nicolas Dusaulchoy de Bergemont, Jouslin de la Salle et d'autres. Jean-Antoine-Marie Monperlier, de Lyon, est membre correspondant.
Cette société existe jusqu’en 1828.

### Les Soirées de Momus
Cette société est proche du Caveau.
Émile Debraux en fait partie en 1818. Il figure au nombre des rédacteurs du Cahier lyrique de la Société des soirées de Momus par plusieurs membres de la société, publié en mars de cette année-là.
En 1848, elle est mentionnée dans les statuts et règlement de la quatrième société du Caveau :
Les membres honoraires sont choisis :
1° Parmi les Membres de l' Ancien Caveau, des Dîners du Vaudeville, des Soirées et des Soupers de Momus.

### Le Réveil du Caveau (1825-1827)
En 1825, Pierre Capelle, sous la présidence de Désaugiers, fait renaître le Caveau de ses cendres, chez le restaurateur Lemardelay, sous le titre de Réveil du Caveau. Cette tentative s'interrompe avec la mort de Désaugiers, qui en était l'âme, et qui disparaît le 11 août 1827.
Peut-être en liaison avec cette entreprise parisienne, un second Caveau lyonnais est créé en 1827. Ses fondateurs, Bié, Cottenet, Liénard et Félix Pitt, ont fait partie de la Société d'Épicure, la plus ancienne goguette lyonnaise connue, créée en 1810 et disparue en 1814 et du premier Caveau lyonnais. Ils entretiennent des rapports avec Béranger. Pitt, avec Montperlier, a rendu visite au Caveau moderne à Paris. Montperlier n'est pas du second Caveau lyonnais. Il est mort, jeune, à Paris, en 1819. Le second Caveau lyonnais, comme le premier, connaît aussi une existence éphémère. Il publie plusieurs volumes, puis disparaît.

### Quatrième société du Caveau (1834-1939)

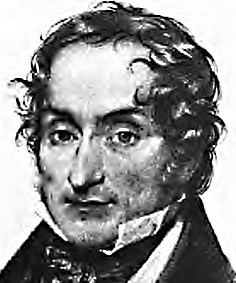
Charles Nodier.

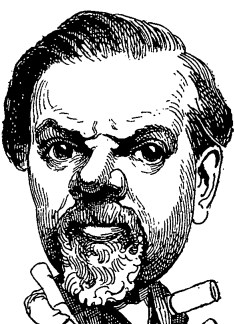
Clairville.

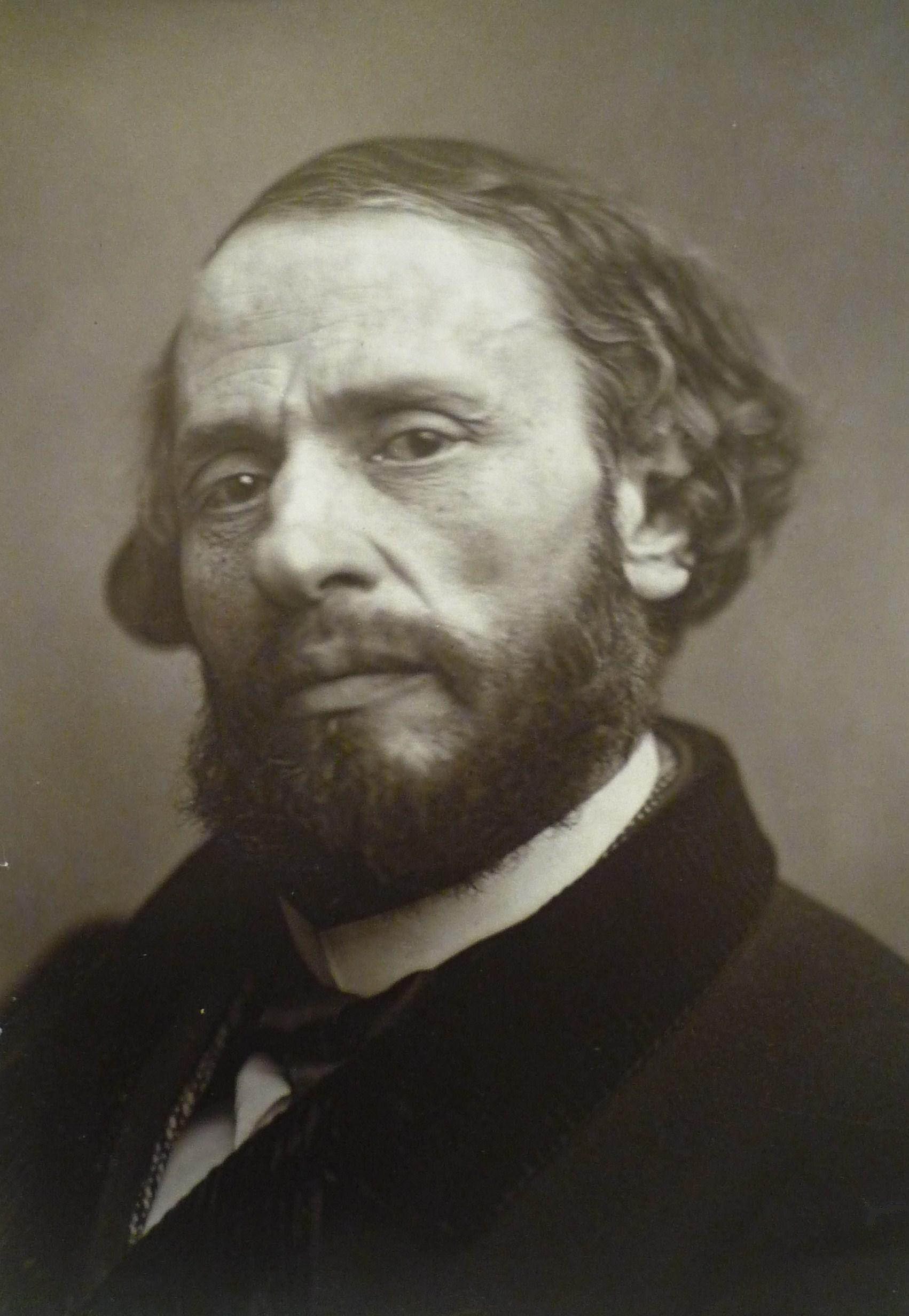
Eugène Grangé.

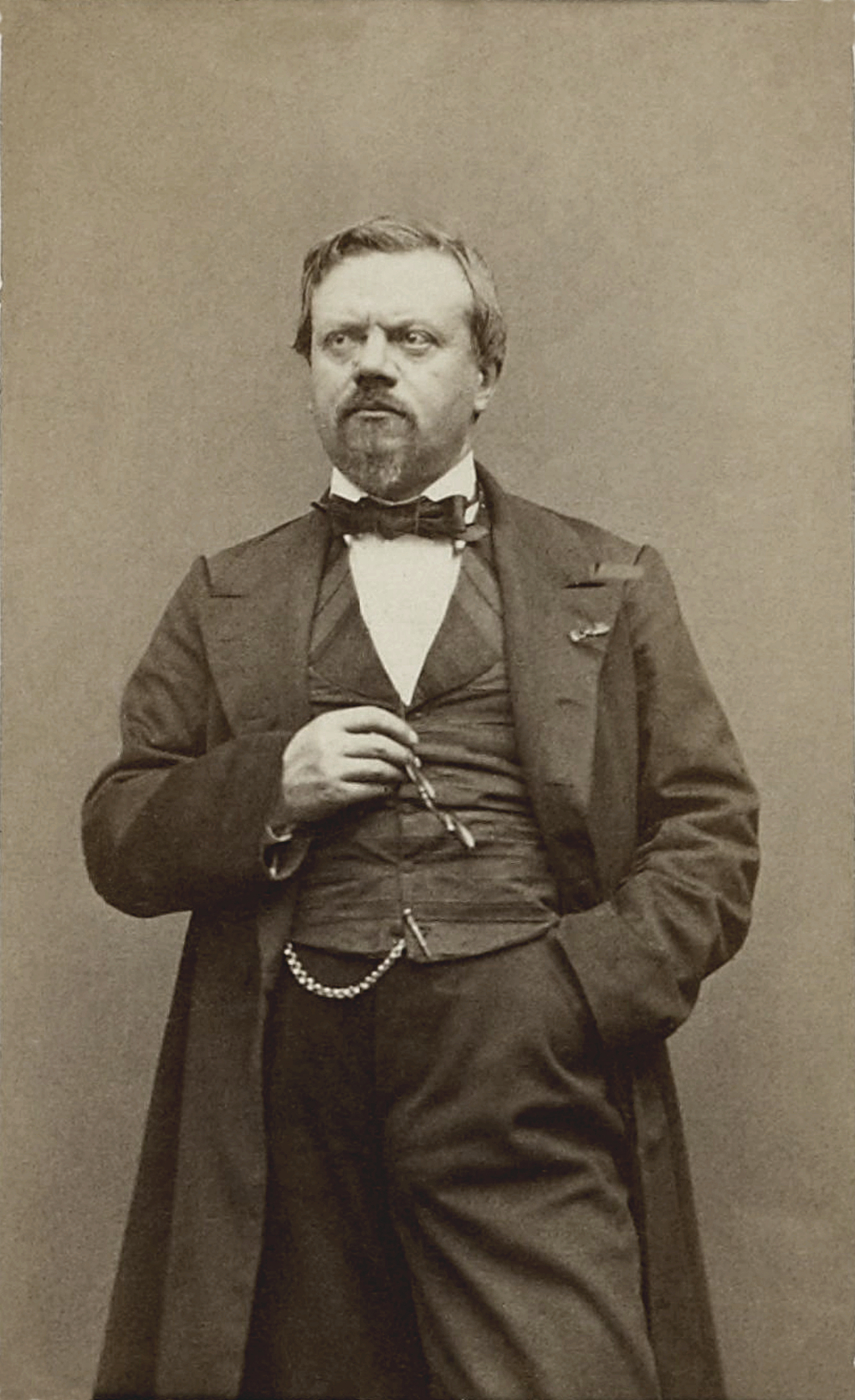
Clairville, par Étienne Carjat.

En février 1834, quelques hommes qui avaient été les amis et émules de Laujon, Désaugiers, Gouffé, Dusaulchoy de Bergemont, ont la pensée de faire renaître le Caveau. Le vendredi 4 avril 1834, dans la poursuite de la tradition du Caveau, et 17 ans après la disparition du Caveau moderne, ils fondent la société chantante Les Enfants du Caveau. Les fondateurs sont 13 chansonniers : Décour, Eugène Champeaux, Rauzet d'Orinière, Armand-Séville, Alexandre-Marie Maréchalle, Salgat, Routier, Alphonse Salin, Ramond de la Croisette aîné, ami et collaborateur de Désaugiers, Le Roy de Bacre, F. Chatelain, Audouin de Géronval et Gallemant de Marennes. Le premier banquet se tient, le 10 avril suivant, chez le restaurateur Champeaux, place de la Bourse.
Ramond de la Croisette ainé, qui avait invité chaleureusement Béranger à venir prêter son concours à la nouvelle Société, reçut la réponse suivante :

« Passy, 21 juillet 1834.
Grand merci, mon cher Ramond de la preuve de bon souvenir que tu me donnes. Vous avez fort bien fait de vous réunir pour chanter ; j'espère que, comme tu le dis, vous ferez renaître la Chanson et lui rendrez son empire. »

Le 28 décembre 1837, sur la proposition d'Albert Montémont, la société reprend purement et simplement le nom de Caveau.
Eugène Imbert écrit à ce propos en juin 1863 :
En 1834, une nouvelle association fut fondée. Elle prit d'abord le titre des Enfants du Caveau, et trois ans plus tard, celui de Caveau.
L'article premier des Règlement et Statuts de la Société du Caveau, publiés dans le troisième et dernier recueil des Enfants du Caveau, sorti fin 1837, précise que :

« La Société primitivement constituée sous le titre de Les Enfans du Caveau, a pris celui de : LE CAVEAU, à partir du 1er janvier 1838. »

Il est arrivé qu'on appelle la quatrième société du Caveau le Caveau moderne.
Figures symboliques de la tradition, à chaque banquet sont exposés le grelot de Collé, et dans un riche étui le verre de Panard. Ce verre, dont le Caveau est propriétaire, tient une bouteille de Bordeaux.
Le grelot de Collé, muni d'une poignée, sert d'insigne au président, comme le rappelle Eugène Grangé, décrivant sa présidence du Caveau dans la chanson Les Deux Présidences :
J'ai simplement un grelot pour insigne, 

Pas de crachats et pas de Toison d'or.
Les réunions sont très suivies et très gaies.
Comme le rappelle la chanson Le vingt du mois au Rocher de Cancale., c'est l'arrivée du champagne, à la fin du banquet mensuel, qui donne le signal de départ des chants.

L'article 9 des statuts, cité en 1844 par le nouveau président du Caveau, précise qu'au sein de la société il faut s'abstenir de toutes polémiques.
Chaque mois, la Société publie ses chansons, qui sont réunies annuellement dans un recueil in-18 qui porte son nom. Il s'appelle d'abord Les Enfans du Caveau, puis Le Caveau.
À partir du début des années 1840, et durant plus de vingt ans, le Caveau tient ses banquets mensuels dans le restaurant Allard-Pestel.
C'est là qu'en 1841, il reçoit en qualité de Visiteur le goguettier et fabuliste Pierre Lachambeaudie. Il chante à cette occasion sa chanson Mes rêves. C'est là aussi qu'en 1858, Auguste Giraud, président du Caveau, chante une chanson de sa composition dédiée au verre de Panard : La Corne d'Abondance.

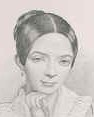
Portrait de Virginie Déjazet.

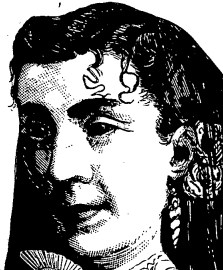
Virginie Déjazet et Thérésa. Les deux seules femmes admises au Caveau.

Le restaurant Allard-Pestel voué à la démolition, la société inaugure un lieu nouveau le 3 juillet 1863 : chez M. Blot-Douix, restaurateur, café Corazza, galerie Montpensier au Palais-Royal. Les banquets du Caveau se tiennent le premier vendredi de chaque mois.
Au début 1865 est fondé un troisième Caveau lyonnais. Jules Célès en parle dans son Almanach des cafés-chantants, édité en 1869. Cette société disparaît par la suite.
Parmi les membres du quatrième Caveau parisien on trouve quantité d'auteurs : Clairville, Louis Protat, Justin Cabassol, Eugène Grangé, Charles Vincent, Montariol, Hippolyte Poullain, Charles Nodier, etc., etc.
Durant ses premières 34 années d'existence, du 1er avril 1834 au 1er janvier 1868, cette société tient 270 banquets où sont créées 5578 chansons.
La Guerre de 1870 amène une tragédie qui frappe un membre éminent du Caveau : Alexandre Flan, né en 1824. À l'approche de l'armée allemande, les soldats du Génie militaire français lui ordonnent d'évacuer sa petite maison de Neuilly, qui doit être rasée pour des raisons liées à la défense de Paris qui s'apprête au siège. Ils la font sauter sous ses yeux, avec la plupart de ses biens dedans. L'épreuve est trop rude pour le chansonnier. C'était sa première maison. Il ne lui restait plus qu'une traite à payer. Il se faisait une joie de pouvoir enfin recevoir ses amis chez lui, au milieu de ses précieux souvenirs. Il est retrouvé mort le lendemain. Il s'est suicidé en se poignardant.
En dehors de ce drame, le Caveau traverse sans encombre la période extrêmement troublée 1870-1871 marquée par la guerre étrangère, le premier siège de Paris, la Commune, le second siège terminé par les grands incendies et le massacre de 30 000 Parisiens durant la Semaine sanglante. Les volumes de chansons du Caveau de 1871 comprenant les chansons de 1870, et 1872 comprenant celles de 1871, sont aussi copieux que d'habitude. L'extrême solidité du Caveau face à ces événements s'explique par son caractère de structure familiale, unie par l'amitié et la recherche commune du plaisir partagé de bons repas arrosés et clos par de joyeuses chansons aux refrains repris en chœur. D'autres goguettes ont témoigné de cette solidité, comme celle des Joyeux de Belleville, fondée en 1792, qui prospère toujours en 1845, en dépit des grandes secousses politiques qui marquent ces années-là. On peut penser, en plus, que les convives privilégiés du Caveau ont été à l'image de ces heureux épicuriens qui ont frappé une médaille en l'honneur de Paul Brébant, restaurateur parisien qui les a régalé durant les sièges de 1870-1871, ce dont s'indigne Jean Jaurès dans son Histoire socialiste de la Révolution française.
En 1871, la neutralité du Caveau, statutairement établi par l'article 9 de son règlement, n'est pas respectée. On trouve, par exemple, dans son recueil daté 1872, une chanson de Clairville, La Commune.

En 1873, Le Caveau continue à tenir ses réunions au café Corazza.
Cette année-là, Jules Lagarde, membre honoraire du Caveau, y présente Henri Fénée. Collectionneur passionné de chansons, il les copie à la main. Eugène Grangé écrira en 1881 qu'il « a écrit de sa main plus d'un million de couplets » ! À force d'en copier, il s'est mis à en écrire. Il chante au Caveau sa chanson autoportrait intitulée : L'Amateur de Chansons. Elle est accueillie avec enthousiasme. Quelques mois plus tard, en juillet 1873, il est reçu membre associé du Caveau. Auteur d'insouciantes et joyeuses chansons, il devient un participant actif et assidu.
En 1874, l'écrivain, goguettier, journaliste et traducteur français Émile de La Bédollière est reçu comme membre honoraire du Caveau. Auteur de nombreuses chansons, il a notamment écrit Hommage aux Orphéons.
Le 2 octobre 1874, Virginie Déjazet se rend à la réunion de la quatrième société du Caveau. Sa visite est tant appréciée que, sur la proposition de Eugène Grangé, l'assemblée lui décerne à l'unanimité la présidence honoraire, vacante par le décès de Jules Janin. Elle sera l'unique membre féminin de l'histoire du Caveau avec la chanteuse Thérésa.

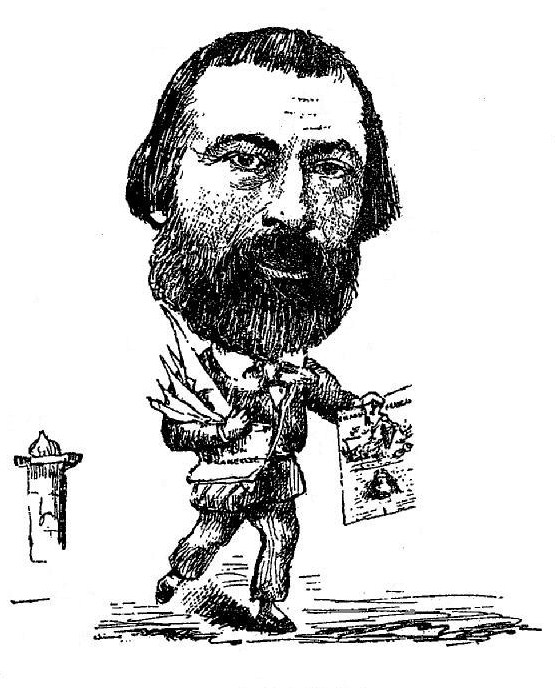
Alfred Leconte du Caveau et député, portrait-charge par Ernest Chebroux.

En 1876, Alfred Leconte, membre du Caveau est élu député de l'Indre. À cette occasion, Duvelleroy, autre membre du Caveau, lui dédie une chanson comique : Ne va pas le dire à  Naquet ! À notre camarade Alfred Leconte qui vient d'être élu député, à chanter sur l'air de Dis-moi donc mon p'tit Hippolyte.
Le 16 janvier 1878, témoignant des liens entre goguettes et orphéons, est donné pour la première fois à Paris, au Théâtre des Bouffes-Parisiens : Babiole. Opérette villageoise en trois actes., paroles de Clairville et Octave Gastineau, musique de Laurent de Rillé. Clairville et Gastineau sont membres de la quatrième société du Caveau et Laurent de Rillé est une grande figure du mouvement orphéonique.
Le 1er mai 1878 parait le premier numéro de La Chanson, Revue mensuelle, Archives de la chanson, Écho des sociétés lyriques.
Cette revue veut se faire l'écho des goguettes. Et se fixe pour objectif de publier les comptes-rendus des banquets mensuels du Caveau, de la Lice Chansonnière, du Pot-au-feu et des diverses sociétés lyriques.
Elle rend compte régulièrement des banquets du Caveau. Sa parution dure jusqu'en 1881. Après quoi elle cesse d'exister.
Les recueils annuels du Caveau se font l'écho de l'actualité, comme en 1890, l'inauguration de la Tour Eiffel, ou l'apparition de la Faluche au Quartier latin, suscitant une effervescence critiquée par Albert Vacher dans sa chanson Le Béret au Quartier latin.

### Règlement et statuts de la Société du Caveau en 1848
Ce texte a été publié en 1848, en tête du recueil annuel de la quatrième Société du Caveau. Il est possible de le comparer avec les premiers règlements et statuts adoptés fin 1837 et consultables sur Internet :
DE LA CONSTITUTION DE LA SOCIÉTÉ.
Article premier.
La Société reconstituée en 1834 sous le titre de Les Enfans du Caveau, a pris celui de : LE CAVEAU, à partir du 1er janvier 1838.

### Le jeu des Mots donnés
Ce jeu aurait été inventé le 5 juin 1842 à une réunion de membres du Caveau, comme cela est rapporté dans l'avertissement en tête du premier recueil de chansons faites sur un mot donné. Cependant il semble avoir déjà été pratiqué auparavant aux Dîners du Vaudeville.

« Si ce recueil tombait entre les mains de personnes étrangères au Caveau, il est bon qu'elles connaissent la cause qui a donné naissance à ces chansons, et les motifs qui ont engagé leurs auteurs à les faire imprimer, sans toutefois les exposer au grand jour de la publicité...
C'est donc à un petit nombre d'exemplaires, et pour eux seuls, qu'ils ont composé ce recueil. »

21 ans plus tard, le 20 juin 1863, Louis Protat, président du Caveau, dans son toast, prononcé au Banquet annuel dit Banquet d'été, célèbre l'anniversaire de l'invention du jeu des mots donnés :
Parmi des convives joyeux

Où je brillais... par mon absence !

Les mots donnés ont pris naissance

En mil huit cent quarante-deux.
Il poursuit, en rappelant plaisamment le premier mot donné proposé en 1842 : les légumes.
Depuis ce jour, où les légumes

Furent par vous livrés aux vers,

De combien de sujets divers

Se sont enrichis nos volumes !
Ce jeu, qui se pratique à partir de 1842 à la société du Caveau pour son Banquet d'été dit aussi Banquet des mots donnés, consiste en ceci : pour animer ce banquet gaiement, tout en testant amicalement les capacités créatives de chacun, chacun des présents est invité à écrire un mot sur un thème donné sur un morceau de papier. Les morceaux de papier sont mis dans un chapeau. Puis, à partir de ces mots, chacun doit improviser une chanson.
Des recueils souvenirs de chansons écrites sur différents thèmes à partir de mots donnés ont été édités par le Caveau : les Meubles, les Vêtements, les Météores, la Politique, la Femme, etc.
Pour voir ce que cela donne, on peut lire, par exemple, la chanson de Louis Protat Le Théâtre du Caveau..... vu de l'Avant-scène, écrite en 1864.
En 1845, dans son poème satirique Les mystères de la Goguette dévoilés, Joseph Landragin présente le jeu des mots donnés comme habituel à la goguette en général et pas seulement à la seule société du Caveau :
Et les concours, vraiment cette chose est plaisante,

J'en rirais de bon cœur, si vous, Muse obligeante,

Vous vouliez bien m'aider, je les mettrais en jeu.

Vous y consentiriez, vous combleriez mon vœu.

Vous êtes bien aimable, et je vais, pour vous plaire,

Mettre tout mon savoir à bien vous satisfaire.

Un grand mois à l'avance on a son mot donné,

Il est à chaque auteur par le sort destiné.

Qu'il lui convienne ou non, il faut qu'il le chansonne,

Pour juges l'on choisit trois hommes connaisseurs,

Qui font, notez-le bien, l'office de censeurs.

### L'élitisme des sociétés du Caveau

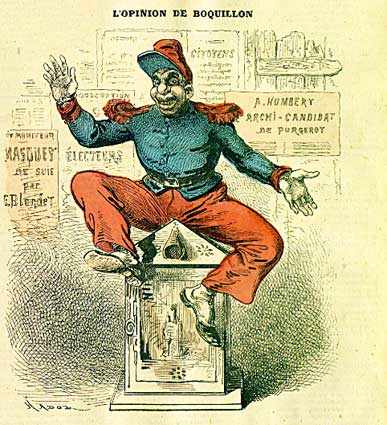
Illustration pour la chanson de Clairville L'opinion de Boquillon qui vante la hiérarchie et la discipline.

Les sociétés du Caveau ont pratiqué l'élitisme. Elles ont refusé d'être assimilées aux autres goguettes et n'ont jamais souhaité porter ce nom. L'article 24 du règlement du quatrième Caveau, publié en 1848, indique que :
L'admission d'un Membre du Caveau à toute autre Société chantante, entraînera de droit sa radiation.
Le montant de la cotisation annuelle de 12 francs en 1848, le prix du diplôme de Membre associé ou correspondant fixé à 10 francs, la tenue des réunions mensuelles dans des restaurants gastronomiques et chers, d'autres frais, comme l'obligation pour les membres de s'abonner au recueil annuel, interdisent l'accès de la quatrième Société du Caveau à l'immense majorité des goguettiers, qui sont de condition modeste. Cet accès est lui-même règlementé et le nombre des membres statutairement limité.
Louis-Agathe Berthaud écrit en 1841 :
Le goguettier a des aïeux illustres ; il en a qui sont membres de l’Institut, députés, pairs de France, et qui dînent à la cour avec le Roi. MM. Dupaty, Eusèbe Salverte, Étienne et Ségur ainé, ont été goguettiers d’abord. Béranger, le seul homme littéraire de notre temps peut-être dont la postérité se préoccupera avec amour, notre poète national Béranger aussi a été goguettier. Dans ce temps-là, il est vrai, les goguettiers avaient une autre dénomination : on les appelait Messieurs les membres du Caveau. Mais qu’importe une différence quelconque dans les mots, si, au fond, la chose est la même absolument ?
Et Alfred Delvau en 1864 :
Le goguettier ! Encore un type qui tend à disparaître — avec beaucoup d'autres aussi intéressants que lui. Il a commencé presque avec ce siècle, et a compté dans ses rangs des noms plus ou moins fameux, des pairs de France et des membres de l'Institut. Ségur aîné a été goguettier, Étienne aussi, Dupaty aussi, Eusèbe Salverte aussi, Émile Debraux aussi, Béranger aussi. Seulement, ces goguettiers-là, plus prudes que les autres, se faisaient appeler Membres du Caveau.
En 1889, Henri Avenel témoigne de cet élitisme, qui continue et est alors partagé par une autre goguette, la Lice chansonnière, dont il est membre :
En résumé, il n'y a donc à Paris que deux sociétés chantantes : la Lice chansonnière et le Caveau.
Des goguettes nouvelles, nous n'en parlons pas, il y en a par centaines.
Ici il fait une différence entre les deux « sociétés chantantes » dont sont donnés les noms et les « goguettes » qui sont des centaines et dont on n'indique pas les noms. Pourquoi fait-il cette différence ? Une goguette est une société chantante au même titre que le Caveau et la Lice chansonnière. Mais elle est composée le plus souvent de gens du peuple.
Dans ces deux goguettes, au mépris des gens du peuple s'ajoute celui des femmes, qui ont toujours été interdites d'adhésion, excepté Élisa Fleury à la Lice chansonnière en 1834.
S'ajoutant au mépris du populaire et des femmes, le mépris des juifs apparaît également dans deux chansons de Désaugiers. Au début du 5e couplet du Délire bachique, connue également sous le nom de Quand on est mort, c'est pour longtemps, on lit :
Au lit, à table

Aimons, rions,

Puis envoyons

Les affaires au diable.

Juge implacable

Sot chicaneur,

Juif intraitable,

Respectez mon bonheur.
Et le 9e couplet du Carillon bachique :
Vingt juifs, que le diable emporte !

Sont consignés à ma porte,

Peut-être à la vôtre aussi ;

Mais, morbleu ! je me résigne,

Et lèverai la consigne

Dès qu'ils sonneront ainsi :
Ces deux chansons, qui furent jadis célèbres, faisaient partie des plus connues parmi celles de Désaugiers.

### Le Caveau, la politique, la religion et la morale

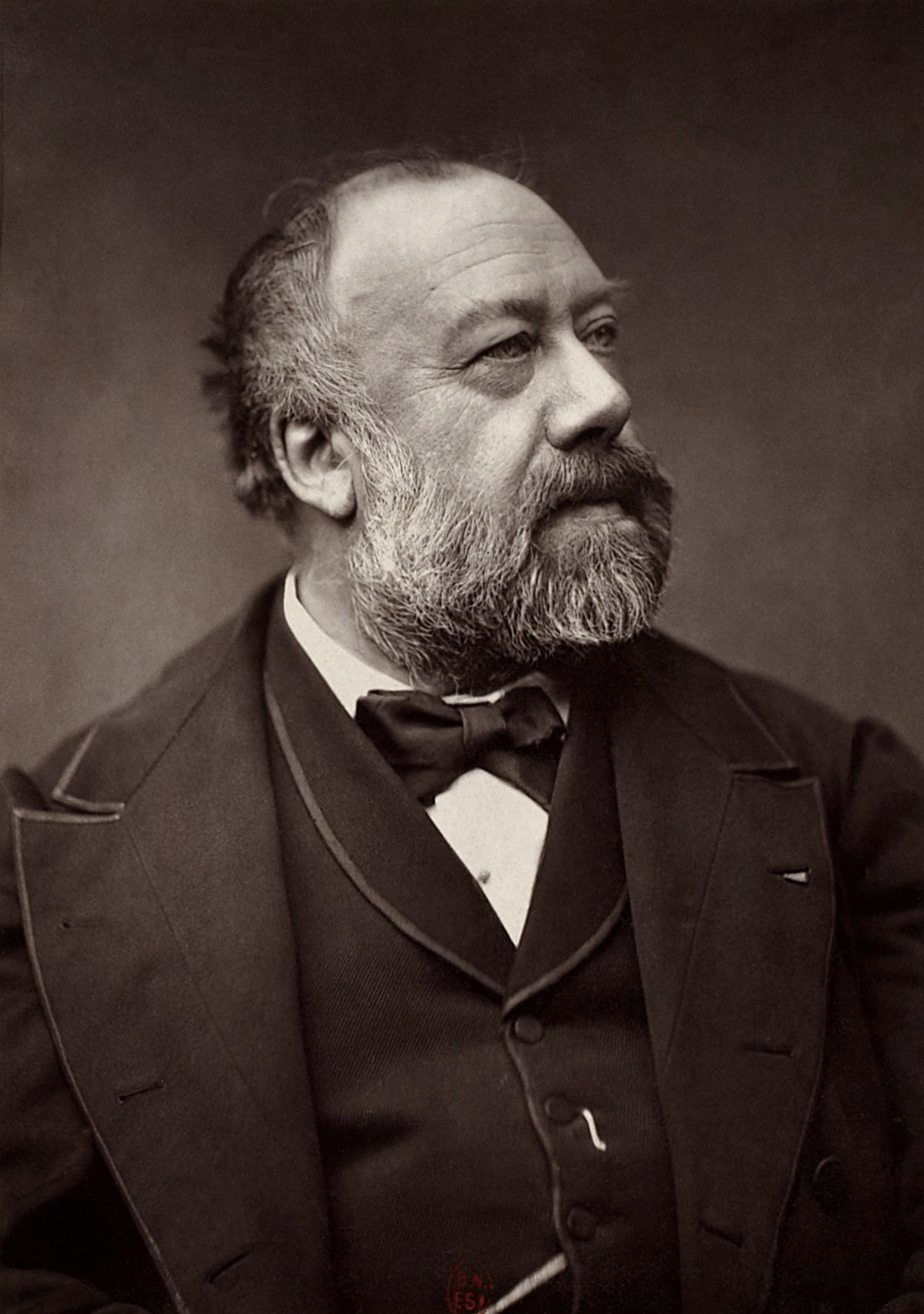
Gustave Nadaud, membre de la Société du Caveau

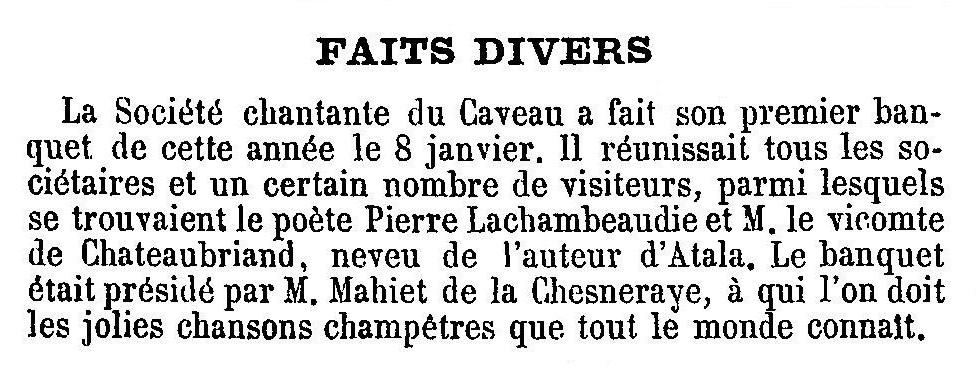
Annonce parue dans La Muse gauloise début 1864.

Fin 1837, la société du Caveau s'interdit la politique, comme le rappelle l'article 9 de son règlement :

« La politique est formellement exclue des productions offertes par les Membres ou les Invités.
Le Président titulaire interdit la parole à tout Membre ou Invité qui contrevient a cette disposition. »

En 1848, la rédaction de l'article 9 du règlement du Caveau est différente :

« La politique est formellement exclue des productions offertes par les Membres ou par les Visiteurs.
La même exclusion, au premier comme au second tour, s'applique aux productions qui porteraient atteinte aux croyances religieuses ou qui renfermeraient des mots obscènes ou orduriers.
Le Président interdit la parole à tout Membre, ou Visiteur qui contrevient à ces dispositions. »

Cette nouvelle rédaction témoigne que dans le Caveau on chantait aussi des chansons se moquant de la religion ou des paillardes, qu'on a voulu ainsi prohiber.
En dépit de l'interdiction de la politique au sein de la société, on voit celle-ci se faufiler à plusieurs reprises dans la quatrième Société du Caveau.
Auguste Giraud, dès 1848, année de la parution du Manifeste du parti communiste, chante au Caveau deux chansons anti-communistes : Le Communiste et Le Communisme.
Au moins par deux fois s'exprime au Caveau l'hostilité à la grève :
En 1867, le chansonnier Alexandre Flan, son président, consacre une chanson à un conflit social : La Grève des tailleurs.
Et dit dans son dernier couplet :
Bref, que la grève soit brève, 

C'est inopportun ! 

En fait, la grève... ça grève 

Le budget d' chacun ; 

Si l'ouvrier, qui trop rêve, 

Est intelligent, 

Qu'il songe qu'on peut en grève 

Mettre aussi l'argent.
En 1870, Clairville écrit, en réponse à la chanson d'Alexis Bouvier La Canaille, une chanson, Les deux Canailles, où il dit :
Mais, distinguons, si l'ouvrier, brave homme, 

Se laisse aller à de mauvais penchants, 

S'il aime à boire et boit toute la somme 

Qu'en son logis attendent, expirants, 

Sa pauvre femme et ses petits enfants : 

Si, pour mieux boire, il veut se mettre en grève, 

Si, toujours ivre, il se dit toujours las, 

Bref, s'il se moque en se croisant les bras 

Que sa famille et tout le monde crève,

C'est la canaille, et moi, je n'en suis pas.
En 1871, année marquée par la Commune de Paris, suivent d'autres chansons politiques.
L'une, L'Internationale, décrit l'Internationale ouvrière comme un regroupement criminel :
Dans tous les bagnes acclamée, 

Pour tenter son premier essai, 

Elle a recruté son armée 

À Cayenne, à Botany-Bay.

Oui, parcourant du monde 

Toutes les régions, 

De chaque bouge immonde 

Sortent ses légions.
L'autre, La Commune, appelle au massacre en masse des Communards.
Eugène Grangé chante la même année au Caveau une autre chanson anti-communarde : Une séance de la Commune (Compte-rendu officiel). Et en 1872, une chanson, Les Deux Présidences, où il se moque d'Adolphe Thiers et traite les communards d'« horribles canailles ».

### Naissances d'autres Caveaux en province et à l'étranger
En octobre 1873, au Havre, naît le Caveau Havrais. Les fondateurs sont au nombre de 9. Un an plus tard, la société compte 26 membres.
En 1878, à Verviers, en Belgique, naît le Caveau Verviétois. Il compte 10 membres fondateurs.
En 1883, le poète patoisant Jacques Vacher fonde à Saint-Étienne le Caveau stéphanois ou Caveau de Saint-Étienne.
Le 8 avril 1888, le chansonnier parisien Gustave Nadaud, ainsi qu'Ernest Chebroux, membre du Caveau, participent à un banquet officiel, tenu à la Villa des Fleurs, à Lyon. À la suite de celui-ci, le 11 mai 1888, naît le quatrième Caveau lyonnais. Très lié au Caveau de Paris, il fait de Gustave Nadaud son président d'honneur.
L'Almanach du Caveau lyonnais pour 1890, ouvre sa partie Chansons des membres du Caveau avec les œuvres de Gustave Nadaud et de deux membres du Caveau parisien, membres d'honneur du Caveau lyonnais : Ernest Chebroux et Émile Bourdelin, président du Caveau parisien. C'est dans ce quatrième Caveau lyonnais que le chansonnier Xavier Privas fait ses débuts en 1888.
Il a aussi existé un Caveau algérois à Alger, auquel Ernest Chebroux a dédié un toast à la Chanson.

### Membres correspondants
La quatrième société du Caveau compte des membres correspondants dans et hors Paris. En 1858, par exemple, leur liste est la suivante :
MM. Chapuy, à Mulhouse ; Du Buc (L. Debuire), à Lille ; De Leyris (Amédée), à Versailles ; Duplanty (le docteur), à Paris ; Fortin, à Vimoutiers ; Fournier (Prosper), à Bordeaux ; Jobart, à Bruxelles ; Kraus, à Paris ; Levaillant (Onésime), à Blangy ; H. Léon Lizot, à Roubaix ; Moreau (César), à Marseille ; J. Rolle, à Lille ; Voïart, à l'île de La Réunion.

### Le prix Montariol
En 1892-1895, un fait historique significatif témoigne du manque de considération de l'Académie française pour la chanson.
En 1892, Jules Montariol, membre de la quatrième société du Caveau, meurt. Il lègue à l'Académie française une somme de 10 000 francs, somme considérable pour l'époque, destiné à créer un prix annuel de la meilleure chanson.
En 1894, pour sa première édition, le prix paraît avoir du mal à se mettre en place, comme le relève Le Petit Parisien au début du mois de septembre : 
« Les chansonniers dédaigneraient-ils les prix de l'Académie ?
Un concours est ouvert depuis longtemps déjà dans le but d'attribuer à la meilleure chanson le montant du legs Montariol, qui s'élève à 500 francs. Or, on n'a encore reçu à l'Institut aucune chanson et le concours sera clos le 31 décembre prochain. Avis aux poètes. ».
Le prix est finalement décerné. En 1895, à l'édition suivante concourent 900 textes. L'Académie française fait alors savoir qu'elle se désintéresse du projet et remet l'argent du legs à la disposition des héritiers de Montariol.
En 1899, Joseph Pétréaux, membre de la Lice chansonnière, publiera un poème écrit au sujet de cette affaire : L'Académie et le legs Montariol.
Le chansonnier montmartrois Jacques Ferny écrira de son côté Ga.... Chanson sur l'Académie et le prix Montariol.

### La photo au Caveau

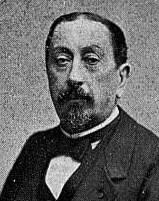
Amédée Rihouet, vice-président du Caveau en 1904.

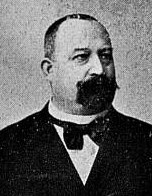
Hubert Combe, président du Caveau en 1904.

Vers 1900, la photographie fait partie de la vie de la quatrième société du Caveau. On lit dans son volume annuel pour 1900 :

« Le célèbre Pierre Petit, membre libre du Caveau, s'occupe en ce mois, de photographier, a titre purement gracieux, chacun de ses collègues, pour les grouper ensuite, selon l'usage traditionnel, dans un tableau d'ensemble qui sera exposé dans la salle du restaurant Corazza, à toutes les réunions de la Société. »

Les photos des membres du Comité de 1904 prises par Pierre Petit figurent en tête du volume édité par le Caveau en janvier 1905.

### Fin de la quatrième Société du Caveau
En 1893 arrive à Paris Antonin Lugnier. Né à Roanne le 13 juin 1869, il a 24 ans. Il entre d'abord à la Lice chansonnière, dont il devient vite le vice-président. Puis, en 1908, il rejoint la quatrième société du Caveau et en devient la cheville ouvrière.
En 1913, il publie une Histoire de la Société lyrique les Enfants du Caveau.
En 1924, il est élu président du Caveau. Le lieu de réunion est fixé vers cette année-là au restaurant Coquet 80 boulevard de Clichy, pas loin du domicile de Lugnier à Montmartre. Dans ce restaurant se tiennent également les réunions du Cornet, autre société chantante.
Lugnier est toujours président en 1939. Alors qu'il a déjà 70 ans, âge avancé pour l'époque. Il ne paraît pas avoir su ou voulu trouver un successeur au poste qu'il occupe depuis à présent vingt-cinq ans. Dès lors, le Caveau partage le sort fragile de nombre d'associations déposées selon la loi de 1901 : un président qui joue un rôle de direction et animation irremplaçable, mais dont le départ inévitable risque de tout faire disparaître. Cette situation promet de mettre de toutes façons en grande difficulté le Caveau, le jour où son président ne pourra plus ou ne voudra plus exercer ses fonctions.
L'entrée en guerre en 1939 de la France et l'Angleterre contre l'Allemagne amène la suspension des activités de la société.
En 1942, Antonin Lugnier, qui collationne et conserve scrupuleusement les archives du Caveau, donne une conférence à Paris sur l'histoire de la société.
Paris est libéré fin août 1944. Antonin Lugnier, très âgé, meurt dans sa soixante-seizième année le 8 janvier 1945 à Montmartre. La paix revient quatre mois plus tard. La quatrième société du Caveau ne reprend pas ses activités.
En l'absence de la société disparue après 105 années d'existence, les archives et le verre de Panard passe, par héritage, au fils du dernier président de la société. En 1976, quelques documents tirées de ces archives ainsi que le verre figurent dans une exposition tenue au musée du Vieux Montmartre.
Entreposés en Bretagne chez l'héritière du fils d'Antonin Lugnier, les archives et le verre, au cours de la décennie suivante, sont détruits dans un incendie.
Le nom du Caveau n'a pas été repris par une autre société chantante.
Des sociétés du Caveau, de Désaugiers reste l'expression populaire un vautour pour désigner un propriétaire logeur très âpre au gain. Et reste aussi la musique de l'air du Carnaval de Dunkerque, une des plus fameuses chansons du célèbre Carnaval de Dunkerque. Dans la vie courante, peu d'intéressés qui la chante à leurs enfants, savent que la célèbre comptine « Turlututu chapeau pointu » est issue d'une chanson très leste de Lassagne, du Caveau moderne : Rlututu Chapeau pointu, ou Le Fifre galant., publiée par Ourry en 1818.
Des sociétés du Caveau reste aussi en héritage la célèbre phrase fréquemment usitée : « Plus on est de fous plus on rit ! » Mais combien de ceux qui l'emploient savent-ils qu'il s'agit du titre d'une chanson d'Armand Gouffé, titre qui revient ensuite dans chacun de ses refrains ?

### L'oubli des sociétés du Caveau
Les sociétés du Caveau ont rassemblé des personnalités d'importance, y compris toujours reconnues comme Piron, le peintre Boucher ou le musicien Jean-Philippe Rameau. Ces sociétés ont été l'origine de la naissance de milliers de goguettes dans toute la France et leur histoire est très vivante, intéressante et riche. La notoriété des sociétés du Caveau a duré de nombreuses années. Ainsi, par exemple, on lit, à propos du café Corrazza au Palais-Royal, dans un ouvrage paru en 1882 : « C'est là que se réunit la célèbre société du Caveau. »
Les jalousies, brouilles, rancunes propres au milieu des lettres, et aussi les arrière-pensées politiques de certains, y ont contribué. Le Caveau a été accusé d'être royaliste. Ce qui est certainement au moins en partie vrai. Clairville dans sa chanson La Commune parle « du noble martyr, du pauvre Louis Seize » et reproche aux Communards leurs liens avec les Républicains de 93 et la Marseillaise. Les Républicains n'ont pas vu d'un mauvais œil l'oubli du Caveau. Ont été opposées deux goguettes célèbres, l'une qui serait la républicaine Lice chansonnière, l'autre, le royaliste Caveau. Cette opposition sur le terrain n'était pas si catégorique. Plus d'une fois les chansonniers des deux goguettes se sont pacifiquement côtoyés et ils n'ont jamais écrit des chansons pour vilipender l'autre : ainsi, par exemple, en 1863, Thiébaut est tout à la fois membre des deux sociétés, et Lagarde et Van Cleemputte, membres du Caveau viennent rendre visite à un banquet de la Lice chansonnière.
Un facteur favorable à l'oubli du Caveau serait l'hypothèse que certains postulants à l'admission dans cette société, n'étant pas reçus, ce refus a nourri chez les intéressés la volonté d'exclure de la mémoire collective une société qui n'a pas voulu d'eux. Enfin, une certaine frilosité des rédacteurs de l'histoire officielle de la littérature française à l'égard de la musique, la chanson et l'humour explique aussi une part de l'oubli volontaire des sociétés du Caveau.
Un exemple de réécriture de l'histoire du Caveau se trouve chez Gustave Vapereau. En 1876, dans son Dictionnaire universel des littératures, il stigmatise le quatrième Caveau, l'opposant à la qualité supérieure supposée de ses devanciers et commence par un mensonge pur et simple. Vapereau écrit en 1876 qu'« Un quatrième Caveau se fonda, il y a quelques années, » alors que celui-ci est né en 1834, soit depuis 42 ans. La mauvaise foi du rédacteur, sa volonté de déprécier le Caveau, apparaît ici d'évidence et ajoute un doute à ses autres déclarations concernant cette société.
En 1986, la poétesse Brigitte Level passe une thèse de doctorat de troisième cycle à la faculté de Paris-IV dont le sujet est l'histoire des sociétés du Caveau. Considéré comme une société unique avec des avatars successifs et dont le point de départ serait l'année 1726 où les futurs fondateurs de la première société du Caveau commencent leurs dîners communs. Cette thèse est publiée en 1988 par les Presses de l'Université de Paris-Sorbonne. C'est le premier ouvrage qui tente de faire l'histoire des sociétés du Caveau, depuis leur début jusqu'à la fin de la quatrième et dernière, en 1939. Il est dédié à l'aïeul de l'auteur, Jules Lagarde, président de la quatrième société du Caveau en 1849, 1855 et 1861.

### Des cabarets rendent hommage auCaveau

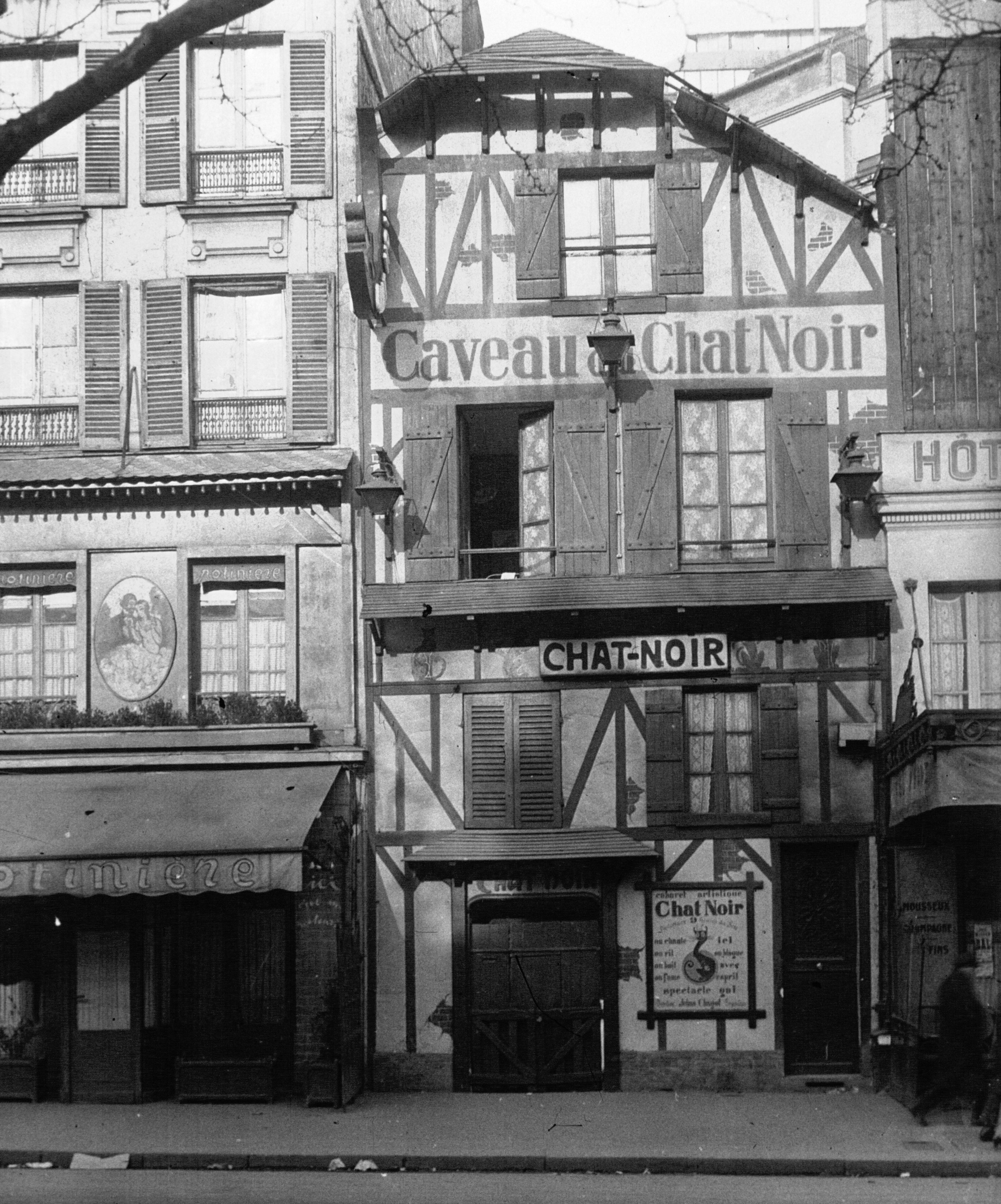
Le cabaret du Chat noir, boulevard de Clichy, en 1929.

Sur la façade du Chat noir était jadis écrit en très grands caractères : « Caveau du Chat noir ». C'est ce qui apparaît sur une photo de la façade de ce célèbre cabaret montmartrois prise en 1929 à l'époque où il se trouvait 68 boulevard de Clichy. En 1902, Léon de Bercy, dans Montmartre et ses chansonniers écrit qu'il existait « plusieurs caveaux montmartrois humbles satellites du Chat-Noir ». Au nombre de ceux-ci il mentionne dans le cours de son ouvrage : le Caveau de la Gauloise, qui existait en 1888, le Caveau-Latin, le Caveau des Roches Noires, le Caveau de la Ville-Japonaise qui existait en 1894, le Caveau des Alpes-Dauphinoises et le Caveau du Clou. Auquel vient s'ajouter le Caveau du Cercle, situé 119 boulevard Saint-Germain à côté du Cercle de la Librairie.
Léon de Bercy précise également que le chansonnier montmartrois Yon-Lug a fréquenté plusieurs sociétés chantantes lyonnaises au nombre desquelles le Caveau lyonnais.
La dernière trace visible des sociétés du Caveau dans Paris aujourd'hui est le nom étrange d'un célèbre cabaret fondé par Charles Bouvet en 1901 en s'inspirant des goguettes : le Caveau de la République. Situé au début du boulevard Saint-Martin et pratiquement place de la République, son appellation fait bien sûr référence à la Société du Caveau. Qui elle est bien oubliée de la plupart des Parisiens.

## Autres sociétés similaires

### La Dominicale

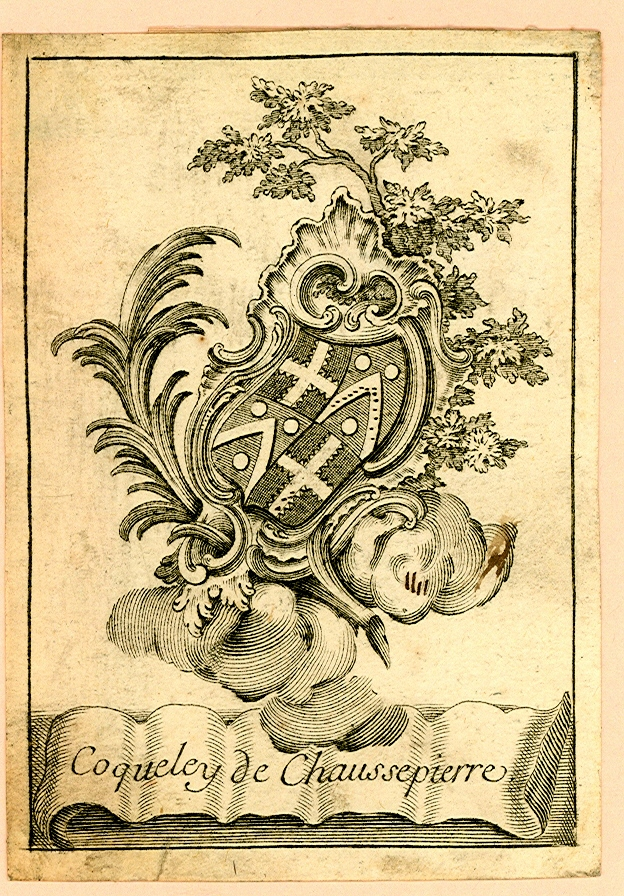
Ex-libris de Coqueley de Chaussepierre.

La Dominicale est une société chantante du XVIIIe siècle active durant plusieurs dizaines d'années. Elle compte notamment dans ses rangs la célèbre chanteuse d'opéra Sophie Arnould, Vadé, Barré, Coqueley de Chaussepierre, et un des fondateurs de la Société du Caveau : Crébillon fils.
Elle cesse d’exister en 1789 avec le commencement de la Révolution.

### La Goguette deMmeFleury
En 1849, Georges Guénot, dans La Sylphide, mentionne cette goguette, située rue du Faubourg-Saint-Martin, au-dessus de l'estaminet Lyonnais, qu'il qualifie de « goguette presque aristocratique, sœur puinée du défunt Caveau ».

### Le Gymnase lyrique
De 1826 à 1841, durant les 17 années de son existence, cette société chantante est célèbre à Paris.

### Le Pot-au-Feu
Le Pot-au-Feu est une société chantante parisienne.
Elle est fondée par Hyppolite Poullain, membre du Caveau.
Son existence est attestée durant plus de 40 ans, depuis 1878 jusqu'à 1922.

### Le Cornet
Le Cornet est une société chantante fondée en 1896 par Georges Courteline, Paul Delmet, Millanvoye et Albert Michaut.
Elle rassemble des notables, hommes de lettres et artistes.
Son existence se poursuit jusque dans les années 1960.

### Les goguettes
Il y eut, reparties dans quantité de villes et villages de France, plusieurs milliers d'autres sociétés du même genre que le Caveau, appelées, mais pas toujours, goguettes. Parmi elles, la célèbre Lice chansonnière, fondée en 1831 par Charles Le Page, est active durant 136 ans. Elle compte une quantité d'adhérents illustres : Émile Debraux, Eugène Pottier auteur de l'Internationale, Gustave Nadaud, Frédéric Bérat qui y lance Je veux revoir ma Normandie, Pierre Dupont qui s'y fait entendre à ses débuts, Charles Gille, etc.
Des goguettes existent encore aujourd'hui[Quand ?], notamment dans Paris et sa banlieue, à Dunkerque et dans ses alentours.

## Publications des sociétés du Caveau et leurs proches

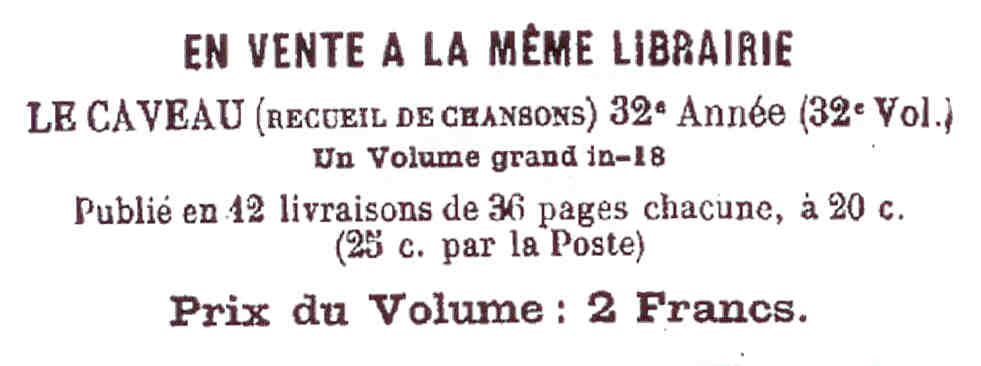
Annonce parue en 1865.

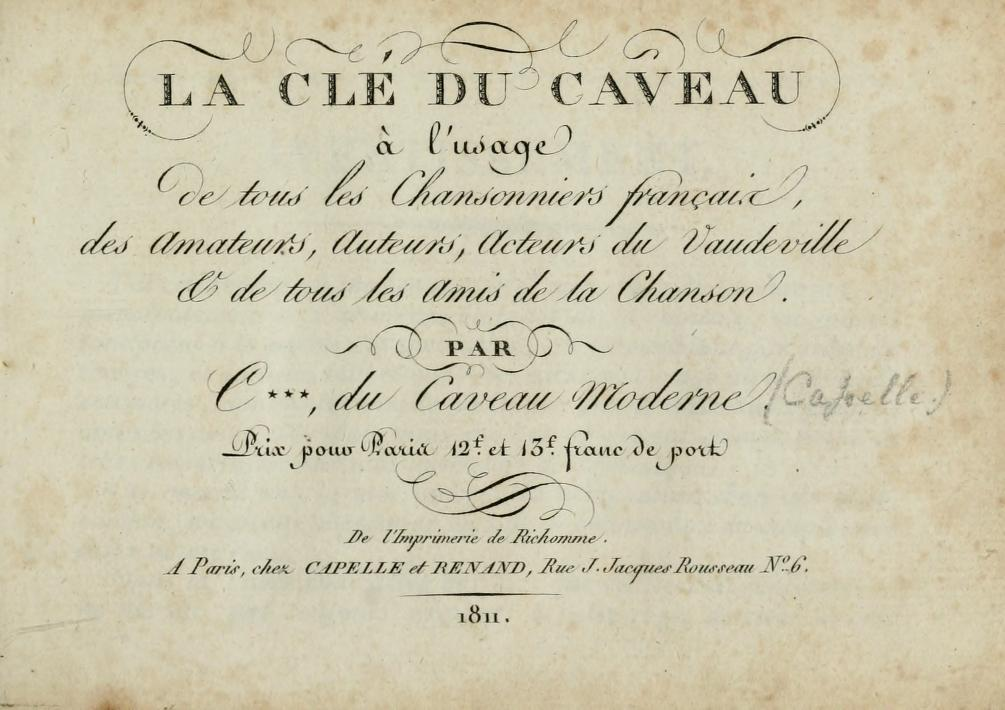
La clé du Caveau, célèbre recueil de timbres édité par Pierre Capelle en 1811.

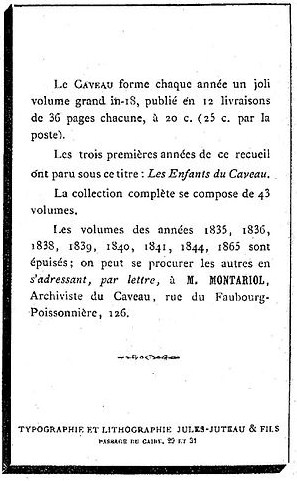
Annonce parue dans Le Caveau 1877.

Le premier Caveau ne publie pas de recueil, ses chansons se trouvent dans le Mercure de France et dans l'année littéraire.
Il arrive que les éditeurs des chansons des sociétés du Caveau et apparentées soient aussi participants à leurs banquets et contributeurs à leurs recueils. C'est le cas de Pierre Capelle et Jules Juteau.
La Société Épicurienne née en 1806 publie un Journal des gourmands et des belles ou l'Épicurien français, Rédigé par quelques Littérateurs Gourmands, plusieurs Convives des Diners du Vaudeville, un Docteur en Médecine, etc., etc., etc. Son recueil complet se compose de 11 volumes in-18.
Le Caveau moderne, ou le Rocher de Cancale, chansonnier de table, Paris, Au bureau du journal de l'Épicurien français, chez Capelle et Renand, paraît de 1807 à 1827.
Le recueil des Dîners du Vaudeville comprend 9 volumes in-18.
En 1811, Pierre Capelle publie un célèbre recueil de timbres : La clé du Caveau, à l'usage de tous les chansonniers français, des amateurs, auteurs, acteurs du vaudeville & de tous les amis de la chanson.
La même année le Caveau moderne publie un Hommage du Caveau moderne au roi de Rome. Il sera suivi, en 1815 par Le Chansonnier des Bourbons, dédié à S. A. S. Madame la duchesse douairière d'Orléans. Ces publications témoignent de l'opportunisme politique des épicuriens de la société, qui souhaitent continuer à jouir de la vie sans souffrir des événements politiques.
En 1816, Ourry, commence à publier une série de recueils de chansons chantées dans le Caveau moderne, dont il est membre. Deux de ces recueils sont conservés à la BNF.
La société des Soupers de Momus publie une quinzaine de volumes de chansons inédites.
En 1823, les membres des Dîners du Vaudeville, du Caveau moderne et des Soupers de Momus publient un Chansonnier de Momus ou recueil de chansons inédites par MM. les membres des dîners du Vaudeville, du Caveau moderne et des Soupers de Momus pour 1823.
La société des Enfans du Caveau publie un recueil annuel homonyme dont paraît trois livraisons : seules celles de 1834 et 1837 sont en ligne sur le site Gallica.
Devenue la quatrième société du Caveau, elle publie séparément des recueils de Mots donnés et toasts.
De 1838 à 1916, elle édite aussi un recueil annuel : Le Caveau. Ces recueils annuels paraissent d'abord en livraisons mensuels. Un 83e et dernier volume paraît en 1923. Sur la base Gallica se trouve 57 volumes annuels en ligne, parus durant la période 1838-1907.
Toutes les chansons publiées dans Le Caveau ne sont pas d'un égal intérêt poétique. On trouve, par exemple, dans le volume paru en 1905, une Ode à la Fédération dentaire internationale, où figure ce quatrain :
L'œuvre de Fauchard, magistrale, 

S'élève comme un chêne altier, 

Couvrant de son ombre ancestrale 

Les dentistes du monde entier.
La quatrième société du Caveau a publié plusieurs tables. La première en 1860, qui porte sur les 26 volumes publiés par la société du Caveau de 1834 à 1860, et concerne les publications de cette société, y compris sous son premier nom des Enfants du Caveau. Clairville a consacré une chanson à la parution de cet ouvrage : Le Catalogue du Caveau. La seconde table, en 1868, concerne les volumes des années 1861 à 1868 et est suivie d'une « Table des chansons sur les mots donnés de 1843 à 1867 ».
La dernière table publiée concerne les années 1869 à 1906. Elle n'est pas, à la différence des autres, en ligne sur le site Gallica.
Le Caveau lyonnais a publié un Almanach du Caveau lyonnais pour 1890.

### Les acteurs français
- Les acteurs français, chansons, par les membres du Caveau, E. Dentu éditeur, Paris 1886, 173 pages, in-16.

### Album poétique, ou Choix de romances et de chansons des auteurs les plus connus
- Album poétique, ou Choix de romances et de chansons des auteurs les plus connus, recueillies par J.-P. Charrin, Membre de plusieurs Académies, Convive, Fondateur des Soupers de Momus, Lefuel éditeur, Paris, In-12, 319 pages, frontispice gravé.

### Almanach du Caveau lyonnais
- Almanach du Caveau lyonnais pour 1890.

### Almanach de la Chanson
Almanach de la chanson, par les membres du Caveau, illustré de cent gravures, Pagnerre éditeur, Paris :
- 1859
- 1860
- 1861

### Les Anniversaires des trois mai et huit juillet
- Les Anniversaires des trois mai et huit juillet., (Signé : Désaugiers et Gentil, etc.), Éditeur : imprimerie de Lefebvre, Paris 1818, In-8°, 24 pages[39].

### Le bijou des chansonniers
- Le bijou des chansonniers, choix des meilleures chansons, la plupart inédites des membres du Caveau moderne et des Soupers de Momus, etc., Chez les marchands de nouveautés, Paris, 132 pages.

### Le Caveau
Le volume de 1838 prend en compte les 3 années où la quatrième société du Caveau et son recueil s'appelle Les Enfants du Caveau, et indique sur sa couverture qu'il s'agit du 4e volume et de la 4e année de la société.
Les volumes de Le Caveau sont composés de fascicules mensuels réunis ensuite ensemble au commencement de chaque année nouvelle. Les pièces qu'ils contiennent ont été composées dans l'année qui précède la date que porte chacun de ces volumes.
- 1838, 322 pages.
- 1840, 432 pages.
- 1841, 432 pages.
- 1842, 466 pages.
- 1843, 468 pages.
- 1844, 472 pages.
- 1844-1845, 436 pages.
- 1845, 436 pages.
- 1845, 476 pages.
- 1846, 436 pages.
- 1848, 448 pages.
- 1849, 432 pages.
- 1850, 432 pages.
- 1851, 432 pages.
- 1852, 432 pages.
- 1853, 436 pages.
- 1854, 436 pages.
- 1855, 472 pages.
- 1856, 440 pages.
- 1857, 432 pages.
- 1858, 432 pages.
- 1859, 432 pages.
- 1860, 432 pages.
- 1862, 452 pages.
- 1863, 436 pages.
- 1864, 436 pages.
- 1865, 436 pages.
- 1866, 436 pages.
- 1867, 434 pages.
- 1867, 436 pages.
- 1869-1870, 458 pages.
- 1871, 440 pages.
- 1872, 440 pages.
- 1873, 438 pages.
- 1874, 438 pages.
- 1875, 480 pages.
- 1876, 526 pages.
- 1877, 510 pages.
- 1878, 508 pages.
- 1879, 434 pages.
- 1880, 488 pages.
- 1881, 488 pages.
- 1882, 456 pages.
- 1883, 494 pages.
- 1884, 438 pages.
- 1885, 438 pages.
- 1886, 438 pages.
- 1887, 438 pages.
- 1888, 438 pages.
- 1889, 442 pages.
- 1890, 436 pages.
- 1891, 418 pages.
- 1892, 438 pages.
- 1893, 366 pages.
- 1900, 366 pages.
- 1905, 393 pages.
- 1907, 394 pages.

- Table générale des chansons et poésies diverses, publiées en 26 volumes, par la société du Caveau, de 1834 à 1860, précédée d'une Lettre à l'Auteur, par M. Aug. Giraud, Secrétaire-Archiviste de la Société et suivie d'une autre table contenant : 1° Le Nom de chaque auteur ; 2° La date de son entrée au Caveau ; 3° Le chiffre total de ses productions. Par G. Bouclier, Membre Titulaire. 1860, 232 pages.
- Table des chansons et poésies diverses publiées par la Société du Caveau de 1861 à 1868 suivie de la Table des chansons sur les mots donnés de 1843 à 1867, par G. Bouclier, Membre Titulaire, Paris, Imprimerie de Jules-Juteau et fils, 1868, 186 pages.

### Le Caveau Moderne ou le Rocher de Cancale
- Le Caveau moderne, ou le Rocher de Cancalle, Recueil composé des chansons de l' Épicurien Français, ou Dîners du Caveau Moderne, par MM. De Piis, Philippon de Lamadeleine, Désaugiers, Antignac, De Rougemont, ***, Brazier, Gentil, Coupart, Moreau, Ducray-Duminil, Tournay, Ourry, Francis, C. L. C., R. V. R., Capelle, De Jouy et Dupaty. Huitième volume, orné de musique. À Paris, au Bureau du Journal de l'Épicurien Français, chez Poulet, Imprimeur-Libraire, 1814, 336 pages.
- Le Caveau Moderne, ou Le Rocher de Cancale, pour 1815. (9e année de la Collection.) Orné de Musique. À Paris, Alexis Eymery, libraire (1815), 296 pages.

### La Chanson Havraise
- La Chanson Havraise, 1re livraison, 1874-1875, 35 pages.

### Chansonnier de l'Amitié
- Chansonnier de l'amitié, rédigé par quelques membres du Caveau moderne et des Soupers de Momus. 1re Année, Caillot éditeur, Paris 1829, in-12, 214 pages.

### Chansonnier des Bourbons
- Le Chansonnier des Bourbons, dédié à S. A. S. Madame la duchesse douairière d'Orléans ; rédigé par MM. J. A. Jacquelin et B. de Rougemont. 1re Année., Éditeur : Rosa, Paris 1815, 225 pages.

### Chansonnier galant
- Chansonnier galant, par MM. Béranger, Désaugier, A. Gouffé, etc., Lebailly éditeur, Paris 1847, in-12, 105 pages.

### Chansonnier de Momus
- Chansonnier de Momus ou recueil de chansons inédites par MM. les membres des dîners du Vaudeville, du Caveau moderne et des Soupers de Momus pour 1823, éditeur : T. Grandin, Paris 1823, 286 pages.

### Chansonnier illustré, plaisant, joyeux et grivois
- Chansonnier illustré, plaisant, joyeux et grivois, par MM. A. Gouffé, etc., Lebailly éditeur, Paris 1864, 109 pages.

### Désaugiers et ses amis
- Désaugiers et ses amis ou Recueil lyrique et bachique en l'honneur de Marc-Antoine Désaugiers, Président du Caveau moderne et Directeur du Théâtre du Vaudeville ; Par MM. Antignac, Brazier, P.-J. de Béranger, Bouilly, Dumolard, Emmanuel-Dupaty, J. Dusaulchoy, Gentil, Étienne–Jourdan, A. Martainville, Casimir Ménestrier, Moreau, Ourry, de Piis, de Rougemont, Tournay et Valory : Contenant l'élite de ses Chansons épicuriennes. Orné de son portrait et d'un air nouveau. Éditeurs : Plancher, Eymery, Delaunay, Paris 1816, In-12, 198 pages.

### Les Dîners du Vaudeville
- Les Diners du Vaudeville, Numéro 1. Vendémiaire, an V (1796). À Paris, chez Cordier, rue Favart, n°222, et chez les marchands de Nouveautés.
- Les Diners du Vaudeville, 4.e année., (N.° 39.), Frimaire an 9. (1800), 60 pages.

### Les Enfants du Caveau
Dans ces recueils, le 1er a été imprimé à la fin de 1834, et le 2e au commencement de 1836, ce qui explique l'absence du millésime de 1835. Seuls les recueils de 1834 et 1837 sont en ligne sur le site Gallica : 
- Les Enfans du Caveau, 1re Année, 1er numéro, Bureau central d'imprimerie et de librairie, Paris 1834, 108 pages.
- Les Enfans du Caveau, 3e Année, Bureau central d'imprimerie et de librairie, Paris 1837, 336 pages.

### L'Enfant lyrique du Carnaval
- L'Enfant lyrique du Carnaval, ou choix des meilleures chansons joyeuses, anciennes, modernes et inédites, par M. Ourry, membre du Caveau Moderne, 1816[38].
- L'Enfant lyrique du Carnaval : choix des meilleures chansons joyeuses, anciennes, modernes et inédites, par M. Ourry, membre du Caveau moderne (2e année, 1817.), 216 pages.
- L'Enfant lyrique du Carnaval pour 1818 (3e année) choix des meilleures chansons joyeuses, anciennes, modernes et inédites des convives du Caveau moderne, par M. Ourry, membre de cette Société. 253 pages.

### L'Épicurien français ou les Dîners du Caveau moderne
En 1811, cet avertissement se trouve en tête de l'Hommage du Caveau moderne au roi de Rome :

« Nota. Le CAVEAU MODERNE, qui tient ses séances le 20 de chaque mois, au Rocher de Cancalle, depuis six ans, publie le résultat de ses réunions sous le titre de l'ÉPICURIEN FRANÇAIS, ou les Dîners du Caveau moderne, Le prix de l'abonnement à ce recueil, dont il paraît un cahier, format in-18, de 88 pages au commencement de chaque mois, est de 12 francs par an. »

### L'Esprit du Caveau
- L'Esprit du Caveau, ou Choix de chansons et pièces fugitives de Collé, Piron, Gallet, Favart, L'Attaignant, etc., précédé d'une notice historique par Armand Gouffé, 2 volumes, 1805.

### Hommage du Caveau moderne au roi de Rome
- Hommage du Caveau moderne au roi de Rome, Extrait du Procès-Verbal de la 64e Séance du Caveau moderne, tenue le 20 mars 1811, Capelle et Renand éditeurs, Paris 1811, 38 pages, in-8.

### Journal des gourmands et des belles
- Journal des gourmands et des belles, ou, L'épicurien français, Volume 5, Deuxième année, À Paris, chez Capelle et Renand, 1807.

### Mots donnés

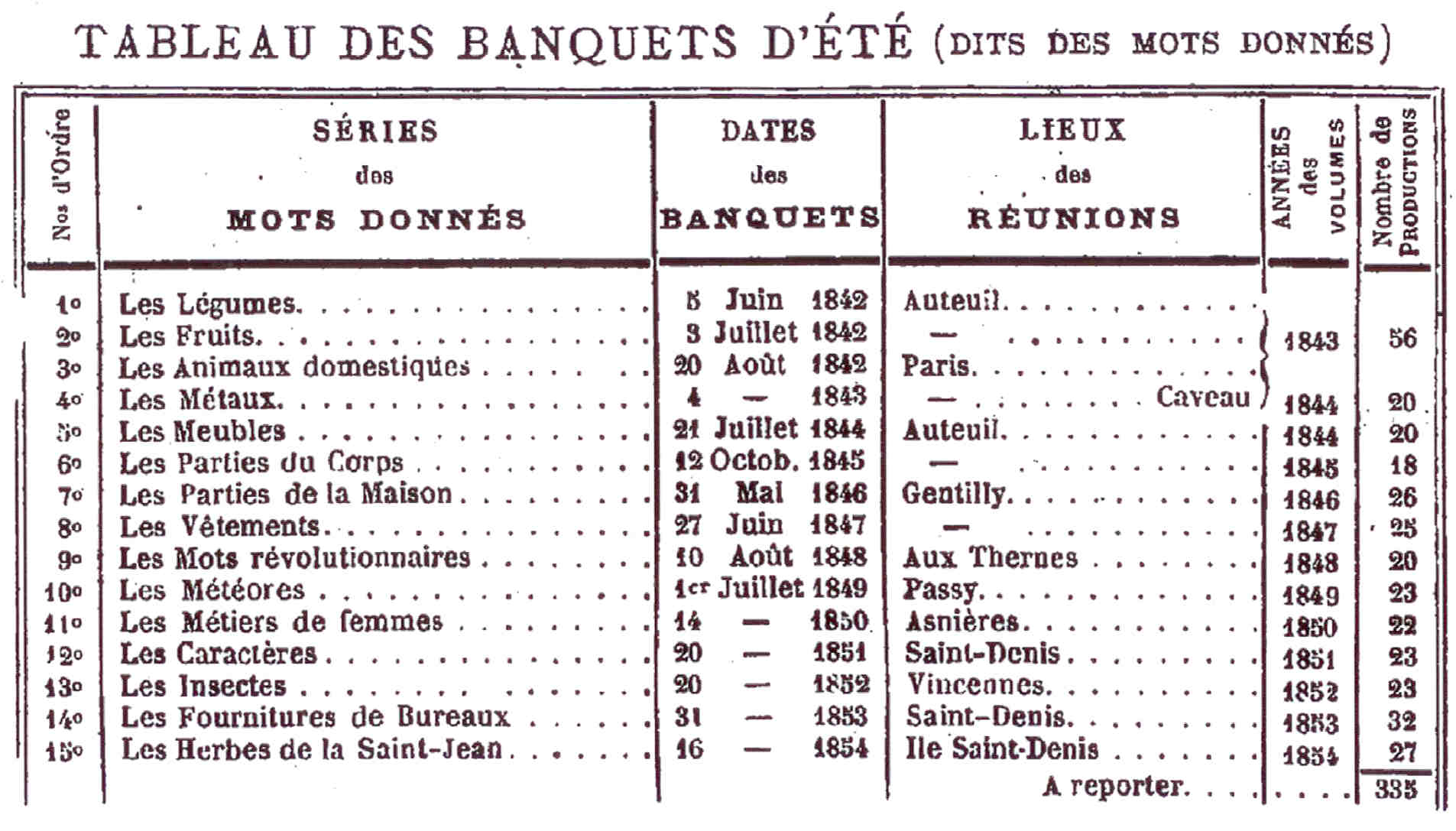

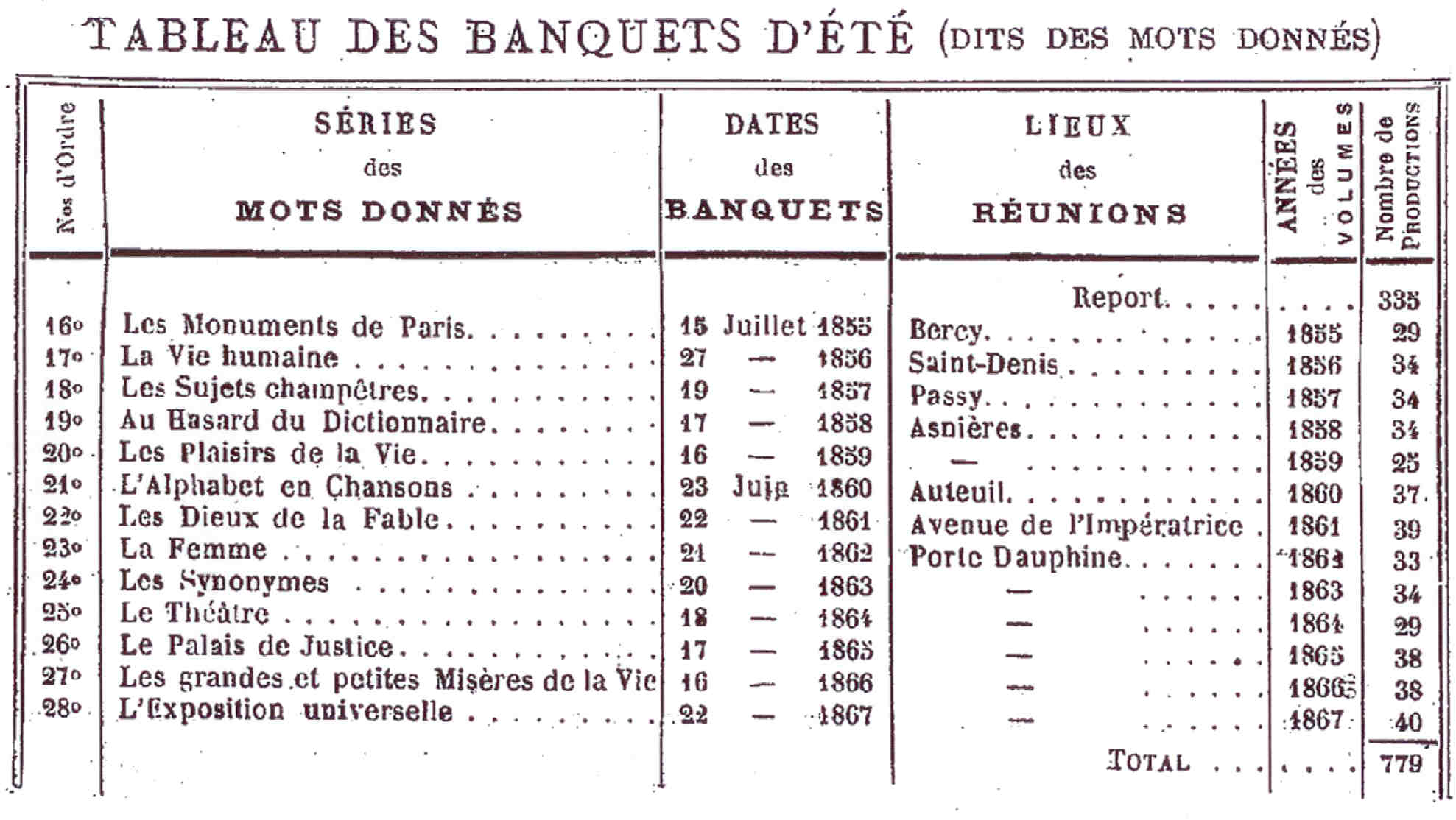
Tableaux des Banquets d'été, dit des mots donnés de 1842 à 1868.

- Chansons. Mots donnés., Imprimerie de A. Saintin, Paris 1843, 249 pages. La taille considérable de ce recueil s'explique par le fait qu'en 1842 se tiennent trois banquets des mots donnés (qui sont également les premiers). Par la suite, ces banquets deviennent annuels.
- Le Caveau, Les Meubles, Mots donnés, 21 juillet 1844, Imprimerie et Lithographie de A. Appert, Paris, 78 pages.
- Le Caveau, Mots donnés, 27 juin 1847, (les vêtements), Imprimerie et Lithographie de A. Appert, Paris, 98 pages.
- Le Caveau, Mots donnés, 20 août 1848 (la politique), Imprimerie et Lithographie de A. Appert, Paris, 78 pages.
- Les Météores, Chansons sur des Mots donnés, Imprimerie de Appert Fils et Vavasseur, Paris 1849, 94 pages.
- Les Insectes, Chansons sur des Mots donnés et tirés au sort par les membres du Caveau, Imprimerie de Appert Fils et Vavasseur, Paris 1852, 94 pages.
- Les Fournitures de bureau, Chansons sur des Mots donnés et tirés au sort par les membres du Caveau, Imprimerie de A. Appert, Paris 1853, 108 pages.
- Les herbes de la Saint-Jean, Chansons sur des mots donnés et tirés au sort par les membres du Caveau, Imprimerie de Appert et Vavasseur, Paris 1854, 84 pages.
- Au hasard du Dictionnaire, Chansons, sur des mots donnés par les membres du Caveau, Imprimerie de Appert-Vavasseur, Paris 1858, 114 pages.
- Chansons. Les Dieux de la fable, par les membres du Caveau. Mots donnés, Imprimerie de A. Appert, Paris 1861, 170 pages.
- Chansons. Le Théâtre, par les membres du Caveau. Mots donnés, Imprimerie de A. Appert, Paris 1861, 110 pages.
- Chansons. La Femme, par les membres du Caveau. Mots donnés, Imprimerie de A. Appert, Paris 1862, 96 pages.
- Chansons. Les Synonymes, par les membres du Caveau. Mots donnés, Imprimerie de A. Appert, Paris 1863, 110 pages.
- Chansons. Le Palais de Justice, par les membres du Caveau. Mots donnés, Imprimerie de A. Appert, Paris 1865, 150 pages.
- Chansons. Les Grandes et Petites misères de la vie par les membres du Caveau. Mots donnés, Ch. Grou, Libraire-Éditeur de Musique et Chansons, Paris 1866, 130 pages.
- Chansons. L'Exposition universelle de 1867 par les membres du Caveau. Mots donnés, Ch. Grou, Libraire-Éditeur de Musique et Chansons, Paris 1867, 158 pages.
- Les Industries de la rue par les membres du Caveau. Mots donnés, Ch. Grou, Libraire-Éditeur de Musique et Chansons, Paris 1869, 135 pages.
- Chansons. Les Jeux, par les membres du Caveau. Mots donnés, Imprimerie de Jules-Juteau et fils, Paris 1870, 126 pages.
- Chansons. Les Rois de France, par les membres du Caveau. Mots donnés, Imprimerie de Jules-Juteau et fils, Paris 1874, 196 pages.

### La Muse gauloise
En 1863, La Muse gauloise. Journal de la chanson par tous et pour tous est fondée par Imbert et Marchal. Elle indique au nombre de ses collaborateurs l'ensemble des membres du Caveau et du Dîner des Vendanges, nom porté à l'époque par la Lice chansonnière. Cette publication connait juste 31 numéros.
26 numéros de La Muse Gauloise sont consultables sur le site Gallica :
- 1, 1er mars 1863
- 2, 15 mars 1863
- 3, 1er avril 1863
- 4, 15 avril 1863
- 5, 1er mai 1863
- 6, 15 mai 1863
- 7, 1er juin 1863
- 8, 15 juin 1863
- 9, 1er juillet 1863
- 10, 15 juillet 1863
- 11, 1er août 1863
- 12, 15 août 1863
- 13, 1er septembre 1863
- 14, 15 septembre 1863
- 15, 1er octobre 1863
- 16, 15 octobre 1863
- 17, 1er novembre 1863
- 18, 15 novembre 1863
- 19, 1863
- 20, 1864
- 21, 1864
- 22, 1864
- 23, 1864
- 24, 1864
- 25, 1864
- 26, 1864

### Recueil de timbres
- Pierre Capelle, La clé du Caveau, à l'usage de tous les chansonniers français, des amateurs, auteurs, acteurs du vaudeville & de tous les amis de la chanson, 518 pages, 1811.

### Cahier lyrique de la Société des soirées de Momus
- Cahier lyrique de la Société des soirées de Momus par plusieurs membres de la société, mars 1818, Imprimerie de Delaguette, Paris, In-8°, 13 pages.

### Toasts
- Toasts prononcés aux banquets du Caveau pendant les années 1862 et 1863, par les présidents Clairville et Louis Protat, Membres titulaires, Imprimerie de Jules-Juteau et fils, Paris 1864, 38 pages.
- Toasts prononcés aux banquets du Caveau pendant les années 1870 et 1871, par les présidents Clairville et Louis Protat, Imprimerie de Jules-Juteau et fils, Paris 1872, 39 pages.
- Toasts prononcés aux banquets du Caveau pendant l'année 1873, par Clairville Président, Éditeur : P. Tralin Libraire-Éditeur, Paris 1874, 35 pages.

## Présidents de la quatrième société du Caveau
Les Présidents de la quatrième société du Caveau sont les suivants :
- 1834-1837 Ramond de la Croisette aîné
- 1838 Albert-Montémont
- 1839 Décour
- 1840 de Berruyer
- 1841 Albert-Montémont
- 1842 de Calonne
- 1843 Alphonse Salin
- 1844 de Calonne
- 1845 Lesueur
- 1846 Albert-Montémont
- 1847 Pinet
- 1848 Albert-Montémont
- 1849 Jules Lagarde
- 1850 Charles Fournier
- 1851 Van Cleemputte
- 1852 Albert-Montémont
- 1853 A. Bugnot
- 1854 Louis Protat
- 1855 Jules Lagarde
- 1856 Mahiet de la Chesneraye
- 1857 Auguste Giraud
- 1858 Louis Protat
- 1859 Mahiet de la Chesneraye
- 1860 Louis Protat
- 1861 Jules Lagarde
- 1862 Clairville
- 1863 Louis Protat
- 1864 Mahiet de la Chesneraye
- 1865 Louis Protat
- 1866 Clairville
- 1867 Alexandre Flan
- 1868 Eugène Grangé
- 1869
- 1870 Clairville
- 1871 Louis Protat
- 1872 Eugène Grangé
- 1873 Clairville
- 1874 Eugène Grangé
- 1875 Eugène Moreau
- 1876 Clairville
- 1877 Eugène Grangé
- 1878 Charles Vincent
- 1879 Clairville
- 1880 Eugène Grangé
- 1881 Charles Vincent
- 1882 Eugène Grangé
- 1883 Charles Vincent
- 1884 Eugène Grangé
- 1885 Émile Bourdelin
- 1886 Charles Vincent
- 1887 Émile Bourdelin
- 1888 Louis Piesse
- 1889 Émile Bourdelin
- 1890 A. Saint-Germain
- 1891 Louis Piesse
- 1892 Émile Bourdelin
- 1899 Henri Viel Lamare
- 1904 Hubert Combe
- 1906 Hubert Combe
- 1924-1939 Antonin Lugnier

## Sources
- Pierre Laujon, Notice sur les Dîners du Caveau, publiée dans Les Dîners du Vaudeville, Frimaire an V (1800).
- Hommage du Caveau moderne au roi de Rome, Capelle et Renand éditeurs, Paris 1811.
- Le Chansonnier des Bourbons, dédié à S. A. S. Madame la duchesse douairière d'Orléans ; rédigé par MM. J. A. Jacquelin et B. de Rougemont. 1re Année., Rosa Éditeur, Paris 1815.
- Nicolas Brazier, Les Sociétés chantantes, dans le Livre des Cent et un, t. VII, Paris, Ladvocat, 1831-1834
- Théophile Marion Dumersan Chansons nationales et populaires de France, accompagnées de notes historiques et littéraires, Éditions Garnier frères, Paris 1866
- Arthur Dinaux, Gustave Brunet, Les sociétés badines, bachiques, littéraires et chantantes, leur histoire et leurs travaux, Paris, Bachelin-Deflorenne, 1867
- Gustave Vapereau, Dictionnaire universel des littératures, Paris, Hachette, 1876, p. 398-9
- Charles Coligny, La Chanson française. Histoire de la chanson et du Caveau : contenant l'historique des principales sociétés chantantes et des biographies de chansonniers, Paris, Michel Lévy frères, 1876
- Charles Vincent et Édouard Henri Justin Dentu, Chansons, mois & toasts, précédés d'un Historique du Caveau, Paris, E. Dentu, 1882
- Paris et ses quartiers, Chansons par les membres du caveau, Paris, Dentu, 1883.
- Henri Avenel, Chansons et chansonniers, C. Marpon et E. Flammarion Éditeurs, Paris 1890.
- Antonin Lugnier, Histoire de la Société lyrique les Enfants du Caveau, Paris, H. Daragon, 1913
- Brigitte Level, À travers deux siècles, le Caveau, société bachique et chantante, 1726-1939, Presses de l'Université de Paris-Sorbonne, Paris 1988.